# コンスタンティヌス1世
ガイウス・フラウィウス・ウァレリウス・コンスタンティヌス（古典ラテン語：Gaius Flavius Valerius Constantinus ガーイウス・フラーウィウス・ウァレリウス・コーンスタンティーヌス、270年代前半の2月27日-337年5月22日）は、ローマ帝国の皇帝（在位：306年-337年）。複数の皇帝によって分割されていた帝国を再統一し、元老院からマクシムス（Maximus、偉大な/大帝）の称号を与えられた。
ローマ帝国の皇帝として初めてキリスト教を信仰した人物であり、その後のキリスト教の発展と拡大に重大な影響を与えた。このためキリスト教の歴史上特に重要な人物の1人であり、正教会、東方諸教会、東方典礼カトリック教会など、主要な宗派において聖人とされている。また、コンスタンティヌス1世が自らの名前を付して建設した都市コンスタンティノープル（現：イスタンブル）は、その後東ローマ帝国（ビザンツ帝国）の首都となり、正教会の総本山としての機能を果たした。

## 概要
コンスタンティヌス1世はモエシア属州のナイッスス（現：セルビア領ニシュ）でローマ帝国の軍人コンスタンティウス・クロルスの息子として生まれた。父はその後、ローマ帝国でテトラルキア（四帝統治）体制が形成されると西の副帝（カエサル）を務め、後に正帝（アウグストゥス、在位305年-306年）となった。父がブリタンニア（現：イギリス）で死亡した後、コンスタンティヌス1世はその軍団をひき継いで306年に正帝を自称し、312年に東の正帝ガレリウスから正式に正帝としての承認を獲得した。軍人として卓越した手腕を発揮し、帝国国境外の「蛮族」との戦いに従事するとともに、複数の皇帝たちの間で戦われた内戦で勝利を重ねた。306年の正帝自称以来、20年近い歳月を費やして対立する皇帝たちを打ち破り（310年にマクシミアヌス、312年にマクセンティウス、324年にリキニウス）、ローマ帝国を再統一した。
3世紀の危機と呼ばれる長い政治的・軍事的な動乱の時代を経ていたローマ帝国では、長期にわたって内政の再編が行われていた。コンスタンティヌス1世に先立ってこの混乱を一時終息させたディオクレティアヌス帝（在位：284年-305年）も新しい安定した統治機構の形成を模索し、各種の改革を実施していた。単独の皇帝となったコンスタンティヌス1世はディオクレティアヌスの改革を引き継ぎ、官僚制を整備し、文官と武官を分離するなどしてこれを完成させた。
内政的には、ディオクレティアヌス帝まで拡大し続けたエクィテス（equites、騎士）身分の重職への登用を止め、かわりに形骸化しつつあった元老院を拡充させた。そしてこれまで騎士身分のための職だった官職を元老院身分にまで解放し、元老院身分者を大幅に増加させた。また半公式の身分であった伯（Comes、総監）を公式の身分とした。この結果、従来の元老院身分の構成員が大きく変化するとともに、元老院身分と騎士身分を内包し、それを超える新たな社会的地位が形作られた。
経済・社会面では、品質の安定したソリドゥス金貨を発行したことが特筆される。この金貨はギリシア語でノミスマと呼ばれ、その後地中海世界で最も信頼される貨幣として流通することになる。大事業を次々起こし、彼に由来する多くの都市や建造物が残された。これを支えるために多額の財政出動が必要となったことから、徴税に力が入れられ、コロヌスの移動を禁止、身分を固定化することで農地からの収入安定を図った。これらの施策はその後の西欧中世社会の原型の一部をも形作った。
宗教においては、ローマ帝国においてたびたび迫害されていたキリスト教を庇護し、コンスタンティヌス1世自身もキリスト教に改宗した。彼がキリスト教を受容したことは、未だ多数ある宗教の1つであったキリスト教がローマ帝国領内で圧倒的な存在となる契機となり、その後の地中海世界、ヨーロッパの歴史に重大な影響を与えた。統一以前にリキニウスと共に313年発布したいわゆる『ミラノ勅令』はしばしばローマ帝国においてキリスト教を公認したものとみなされる。コンスタンティヌス1世がキリスト教に好意的であった理由や、その改宗の動機ははっきりとはわかっていない。初のキリスト教徒ローマ皇帝であったコンスタンティヌス1世は、ドナトゥス派やアリウス派のようなキリスト教の分派の問題に直面した最初の為政者でもあり、教会の分裂の収拾に取り組んだ。またその過程で非正統宗派への弾圧にも初めて手を付けた。325年にキリスト教の歴史で最初の全教会規模の公会議（第1ニカイア公会議）を招集した。この会議とその後の経過によってニカイア派（アタナシウス派）が正統の地位を占めていく。
優秀な軍人であったコンスタンティヌス1世は軍事面でも多くの改革を実施した。この改革によって近衛軍団（Praetorianae、プラエトリアニ）が解体され、コミタテンセス（Comitatenses、野戦機動軍）と呼ばれる中央軍と、河川監視軍（Ripenses）や辺境防衛軍（Limitanei）といった国境軍が設置された。一般的にはこの国境軍はその名の通り各地の辺境属州の国境に常駐して国境や地域の安全を守り、野戦軍は普段は帝国の属州の都市に常駐して、敵の大規模な侵入や外征などの際には主力を担うという体制であったとされている。これは軍人皇帝時代より徐々に進められてきた政策であったが、ディオクレティアヌス時代にはこの戦略は修正され、辺境に従来の倍の兵を貼り付け国境で防衛する戦略に変わっていた。コンスタンティヌス1世は辺境の軍を分割して再び国境の国境軍と機動軍である中央軍の体制に戻したうえで明確化した。
また、帝国東方の都市であるビュザンティオンに自らの名前を与えてコンスタンティノープル（コンスタンティノポリス、現：イスタンブル）と改称し大規模な都市に改造し、330年にはこの都市の落成式が執り行われた。コンスタンティヌス1世による内政の整備、キリスト教の拡大、コンスタンティノープルの建設といった事業は、後の東ローマ帝国（ビザンツ帝国）の前提を作り上げた。
コンスタンティヌス1世は337年にニコメディア近郊の離宮で死去した。その遺体はコンスタンティノープルでキリストの12人の使徒たちに準ずる存在として棺に納められた。晩年にはキリスト教の洗礼を受け、正教会ではキリスト教徒であった母とともに「亜使徒」の称号を付与されて尊崇された。

## 生涯

### 出自
コンスタンティヌス1世、即ちフラウィウス・ウァレリウス・コンスタンティヌスはモエシア属州のナイッスス（現：セルビアのニシュ）に生まれた。誕生日は2月27日であるが、生年は明らかではなく現代の学者による推定は西暦270年から290年までの範囲に及ぶ。誕生日がわかるのは後世この日が祝日とされたためである。主にアウレリウス・ウィクトルやエウセビオスが残した年齢と崩御年、在位期間の記録に基づいて計算すると270年代前半の生誕となり、これが「慎重な見解」であるとされる。しかし、その他の生年を導き出すことが可能な根拠もあり正確には不明である。コンスタンティヌス自身が自分が生まれた正確な年を知らなかった可能性もある。
父親はローマの将軍フラウィウス・ウァレリウス・コンスタンティウス、即ちコンスタンティウス・クロルス(250年3月31日 - 306年7月25日、ラテン語: Flavius Valerius Constantius、ギリシア語: Κωνστάντιος χλωρός）であり、母親はその最初の妻ヘレナである。後にコンスタンティヌス1世は父コンスタンティウスの出自をクラウディウス・ゴティクス帝（在位：268年-270年）と結び付けたが、これが真実である可能性はほとんど無い。コンスタンティウスはまた貴族出身ともされるが、恐らくは農民であり一兵卒から成り上がったものであろう。ビテュニアのドレパナ（小アジア北西部）出身とも伝えられる母ヘレナが卑賎な身分の出身であったことは広く知られており、彼女は給仕婦であったともナイッススの宿屋で働いていたとも言われる。彼女はコンスタンティウスが西の正帝マクシミアヌスの義娘であるフラウィア・マクシミアナ・テオドラと結婚する際、政略的な理由から離縁されたが、コンスタンティヌスは母ヘレナとの間に密接な関係を維持した。コンスタンティウスとテオドラの間には6人の子供が生まれた。
コンスタンティヌスが生まれた当時、ローマ帝国は一般に3世紀の危機と呼ばれる政治・軍事的混乱の時代の終末期にあり、主にバルカン半島の農民（イリュリア人）などから成り上がった皇帝たち（軍人皇帝）が次々と即位していた。父コンスタンティウスの出世もまたこの歴史的な経緯の中に位置付けられる。この混乱はコンスタンティヌスが極若い頃に皇帝として即位したディオクレティアヌス帝（在位：284年-305年）によって収拾され、彼は293年までに2名の正帝（アウグストゥス）と2名の副帝（カエサル）によって帝国を統治する四分統治（テトラルキア）体制を確立した。

### 皇帝即位前のキャリア

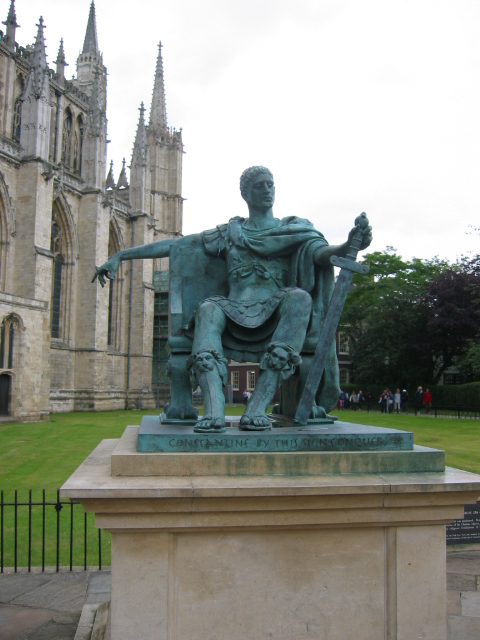
ヨークにあるコンスタンティヌス1世の青銅像

テトラルキア体制の成立と共に、西方の副帝にコンスタンティウス・クロルスが指名された（コンスタンティウス1世、副帝在位：293年-305年）。副帝としてコンスタンティウスは目覚ましい活躍を見せ、皇帝を称していたカラウシウスからブーローニュを奪還しアッレクトゥス支配下のブリテン島も再征服した。
父のコンスタンティウスが副帝として即位するとともにコンスタンティヌスはディオクレティアヌスの下へと送られ、以降10年余りの間、父親と会うことはなかった。この処置はコンスタンティウスの誠実な行動を保証するための人質としてのものであったであろう。各地の行政機関を監督するために、また外敵の侵入を退けるためにディオクレティアヌスは自分の担当区域を宮廷および軍隊と共に常に移動していた。
コンスタンティヌスはこのディオクレティアヌスの移動する宮廷に随伴して各地を移動した。恐らく292年末から293年初頭にシルミウム（現：セルビア領スレムスカ・ミトロヴィツァ）で合流した後、ディオクレティアヌスと共にバルカン半島各地の都市を回って294年にはディオクレティアヌスの中核拠点であったニコメディアに行って越冬した。295年5月にシリアのダマスカスに移動し、296年にはドミティウス・ドミティアヌスの反乱を鎮圧するためにエジプトに進軍して、8ヶ月の包囲の後アレクサンドリアを陥落させた。297年の夏、サーサーン朝の侵攻に対応するため再びシリアに移動し、サーサーン朝との間にそれまでで最も有利な講和を結ぶことに成功した。302年に再びディオクレティアヌスはエジプトに移動した。少なくともコンスタンティヌスはこの302年までには「既に幼少期を過ぎ青年期に入っていた」とされる。この間に彼は軍で実績を積み階級の階段を上っていた。

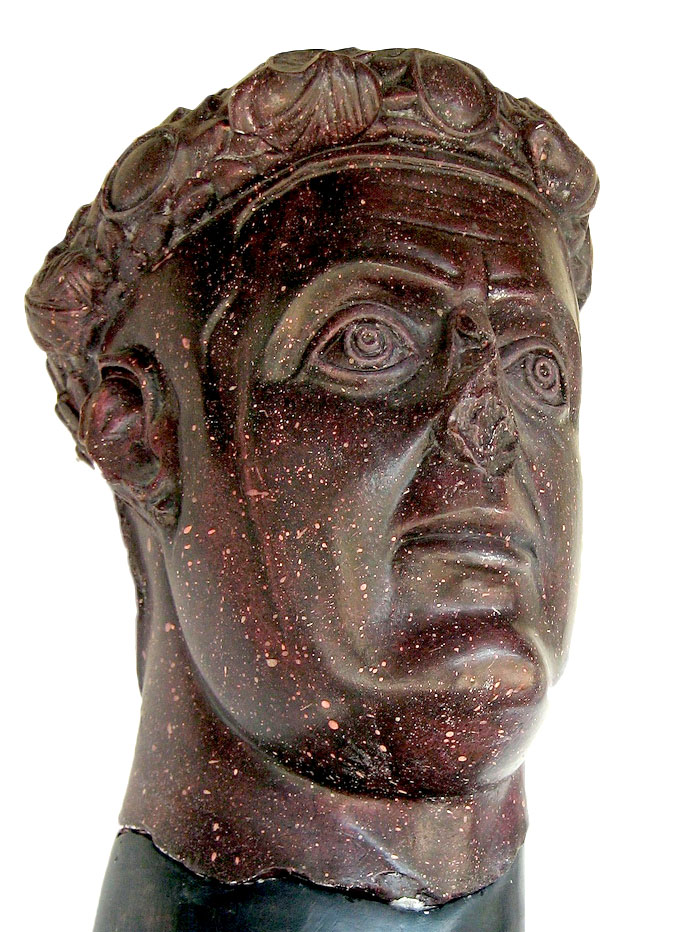
ガレリウスの頭像

303年の即位20周年の儀式の際、東の正帝ディオクレティアヌスは退位の意思を明らかにした。彼は西の正帝マクシミアヌスにも同様に退位することを誓約させ、両正帝は305年に揃って退位した。5月1日にニコメディアとメディオラヌム（現：ミラノ）で2皇帝の退位式典と即位式典が同時に行われ、新たな正帝としてコンスタンティウス・クロルスとガレリウスが即位した。コンスタンティヌスはコンスタンティウス・クロルスの息子という出自、またその実績から副帝への即位が予想されており、当初はディオクレティアヌスも実際に血統原理に基づいて将来後継者となるべき副帝にコンスタンティウスの息子コンスタンティヌスと、マクシミアヌスの息子マクセンティウスを任命しようとしたという記録もある（ラクタンティウス）。しかし実際にはフラウィウス・ウァレリウス・セウェルス（セウェルス2世）とマクシミヌス・ダイアという2人のイリュリア人が副帝に選ばれ、コンスタンティヌスはガレリウスの下に留め置かれた。ディオクレティアヌスはテトラルキア体制における複数の皇帝の皇位継承という難題を武力衝突を引き起こすことなく実施することに成功した。
その後、コンスタンティウス・クロルスがコンスタンティヌスを自分の下に呼び寄せた時、もう1人の正帝ガレリウスはこれを拒否した。恐らくこれはガレリウスが、コンスタンティヌスの名声と野心、更にはコンスタンティウスが持つ正帝位の「世襲」を警戒したためであろう。ある伝承によればガレリウスはコンスタンティヌスの死を望みサルマタイとの戦いに派遣していたという。後にコンスタンティヌスの補佐役となるラクタンティウスの記録によれば、コンスタンティウスの度重なる要請に折れたガレリウスはある日コンスタンティヌスの出発を許可したが、その後に自分の決断を後悔しコンスタンティヌスを呼び戻すように命じた。しかしコンスタンティヌスは素早く出発しており、ガレリウスからの追撃を計略を用いて振り切って父の下へ到着したという。
コンスタンティヌスは、カレドニア（現在のスコットランド）のピクト人を討伐すべくブリタンニアに進発するためにブーローニュにいたコンスタンティウスと合流した。この遠征から戻った後、306年7月25日にエボラクム（現：ヨーク）でコンスタンティウスは急死した。ここでコンスタンティウスが持っていた正帝位の継承はガレリウスによって決定されるべきものであったが、ブリタンニアの兵士たちは即座にコンスタンティヌスを新たな正帝として歓呼した。この兵士たちによる皇帝への推戴が自然発生的なものであったのかどうかは不明であるが、複数の史料がコンスタンティヌスがその野心から帝位に昇り、兵士たちに働きかけたことを証言している。

### 西方におけるテトラルキアの破綻
コンスタンティヌス1世はブリタンニアで推戴を受けた306年7月25日をその後の即位記念日として扱っていたが、ローマ帝国の公式文書においてはそうではなかった。コンスタンティヌス1世はガレリウスに自分の正帝即位承認を要求したが、ガレリウスはこの僭称行為を認めなかった。しかし、コンスタンティヌス1世が現地の軍団を掌握している現状を鑑みて現状を追認するのが賢明であると判断し、コンスタンティヌス1世を副帝として承認した。そしてそれまで副帝であったセウェルス2世を正帝とし、コンスタンティヌス1世はその下位であるとされた。
その3ヶ月後、セウェルス2世がイタリアと更にはローマ市において課税査定を行い近衛兵の解体を宣言すると、イタリアの軍団は反乱を起こし、退位したマクシミアヌスの息子マクセンティウスが皇帝に担ぎ上げられた。彼はコンスタンティヌス1世と同じようにガレリウスの承認を求めたが、マクセンティウスに対してはガレリウスは頑として譲らず、セウェルス2世に対してマクセンティウス討伐の命令を出した。正帝を自称したマクセンティウスはイタリアを迅速に支配下に収め、更にアフリカの属州も支配下に置き、また退位した父マクシミアヌスをもう1人の正帝として復位させる宣言を行った。306年末か307年初頭にマクシミアヌスはコンスタンティヌス1世の支援を求めてガリアへ向かった。

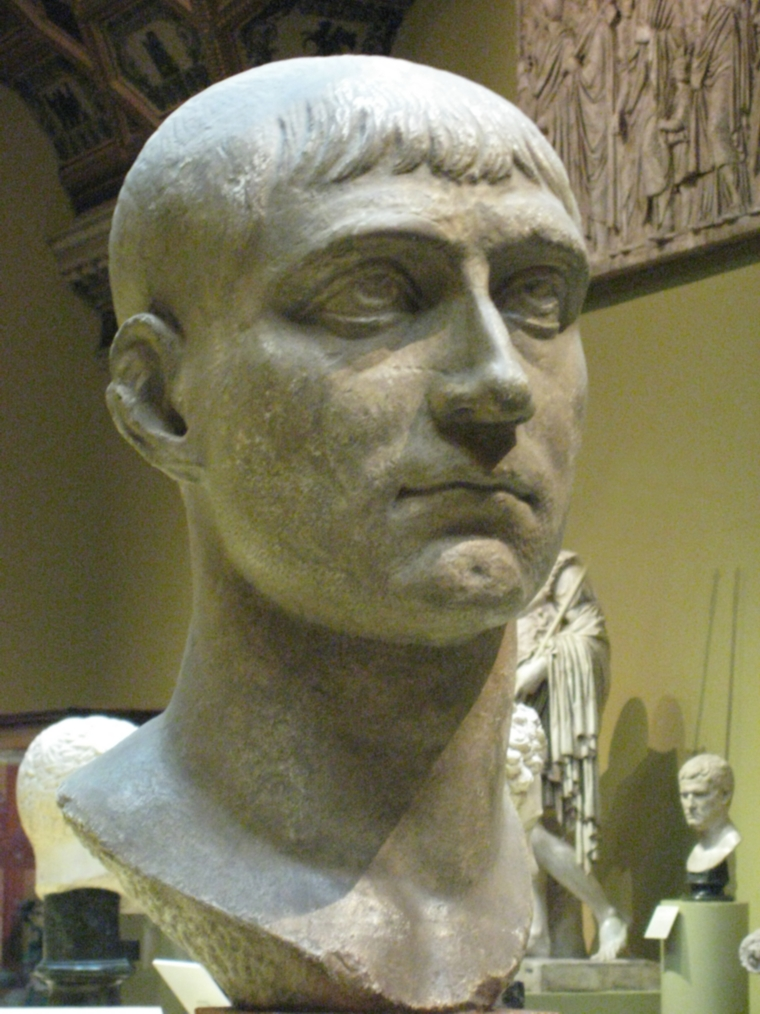
マクセンティウスの胸像

この老マクシミアヌスはかつて娘のテオドラをコンスタンティウス・クロルスに嫁がせていたため、コンスタンティヌス1世にとっては義理の祖父にあたる人物でもあった。当時コンスタンティヌス1世は、父が進めていたブリタンニアの攻略を取りやめ、ガリアに戻って「フランク人」を攻撃して打ち破り、ライン川に橋を架けて「フランク人」の一派ブルクテリ族の根拠地を荒らすなどの勝利を収めていた。マクシミアヌスはコンスタンティヌス1世にも自分の娘フラウィア・マクシミア・ファウスタとの結婚を持ちかけ、正帝位を差し出した。ファウスタはマクセンティウスの妹であり当時7歳であった。この時コンスタンティヌス1世は深刻な決断を迫られていたと見られる。コンスタンティヌス1世は疑問の余地のなく正統な、かつ最も上位の正帝であるガレリウスから正式に副帝の地位を承認されていた。しかし同時にガレリウスの自分に対する心証が良好ではないことを自覚してもいた。一方のマクシミアヌスとマクセンティウスは明らかに僭称者であったが、それでもマクシミアヌスもかつてはディオクレティアヌス帝によって認められていた正帝の地位にあった人物であり、その行動は成功しているようにも思われたためである。結局コンスタンティヌス1世はマクシミアヌスの申し出にのり、307年3月31日にファウスタと結婚した。彼には既に息子クリスプスを産んでいた妻ミネルウィナがいたが、既に死別していたか、あるいはかつて父コンスタンティウスが行ったのと同じように離縁したと考えられる。
このコンスタンティヌス1世の判断は当面において的中し、セウェルス2世はマクセンティウスに敗退してラヴェンナで降伏した。その後ガレリウスが自らマクシミアヌスとマクセンティウス討伐に乗り出したが、この討伐も同じように失敗に終わり、ガレリウスはイタリアからの撤退に追い込まれた。だが、ガレリウスの脅威が去ると間もなくこの親子は権力を巡って反目するようになり、308年4月にはマクシミアヌスは軍に向かって息子マクセンティウスを非難する演説を行い、その地位を奪おうとした。しかし兵士たちはマクシミアヌスよりもマクセンティウスの方を支持し、マクシミアヌスはコンスタンティヌス1世の下へ逃亡を余儀なくされた。コンスタンティヌス1世は今度は義父マクシミアヌスにつくか、既にイタリア・アフリカ・ヒスパニアを手中に収めていたマクセンティウスにつくかの決断を再び迫られ、マクシミアヌスに組することを決定した。
ここまでの経過で、ディオクレティアヌスが用意したテトラルキア体制はローマ帝国の東方では正帝ガレリウスと副帝マクシミヌス・ダイアによって維持されていたが、西方では全く形骸化しつつあった。西方に副帝は1人もいなかった一方で、コンスタンティヌス1世、マクシミアヌス、マクセンティウスという3人の自称正帝が並び立っており、308年には北アフリカでマクセンティウスに対する反乱指導者となったルキウス・ドミティウス・アレクサンドロスがこの列に加わった。コンスタンティヌス1世は同年の時点でガリアとブリタンニアを支配下に置いており、マクセンティウスはイタリアとシチリアを支配し、ドミティウス・アレクサンドロスが北アフリカを抑えていた。マクシミアヌスには根拠地が無かった。

### マクシミアヌスとマクセンティウスの打倒
正式な正帝であるガレリウスはこの混乱を収拾するために308年11月11日、パンノニアのカルヌントゥムに、隠棲していたディオクレティアヌスと、かつて正規の西の正帝であったマクシミアヌスを招待し、会談の席を設けた。ディオクレティアヌスは自らが再び皇帝となることを拒み、代わりにマクシミアヌスに再度退位するよう促した。マクシミアヌスがこれを受け入れたことで、新たな四帝統治の枠組みの構築が模索された。この会談でマクシミアヌスは正帝の称号に対する主張を取り下げ、コンスタンティヌス1世は正式な副帝であるということが確認された。ガレリウスの強い主張によって、もう1人の正帝位には彼の親しい友人であったウァレリウス・リキニアヌス・リキニウス が就任することになった。そしてマクセンティウスとアレクサンドロスは僭称者として全く無視された。
しかし、副帝マクシミヌス・ダイアはリキニウスが自分を飛び越えて正帝に昇進したことに納得せず自らも正帝の称号を要求した。翌年には「正帝の息子」という称号を与えるという妥協案をガレリウスが示したが、これを受け入れることは無かった。そしてコンスタンティヌス1世もまた、一旦名乗った正帝から副帝への「降格」を拒否した。この会議の決定はコンスタンティヌス1世にとっては屈辱であり、自らの支配地にある造幣所で打刻される貨幣から正帝ガレリウスの名前を削って、自分の地位を譲るつもりがないことを示した。結局コンスタンティヌス1世とマクシミヌス・ダイアは要求を押し通すことに成功し、310年にはガレリウスは副帝を廃止して両者とも正帝であることを宣言した。

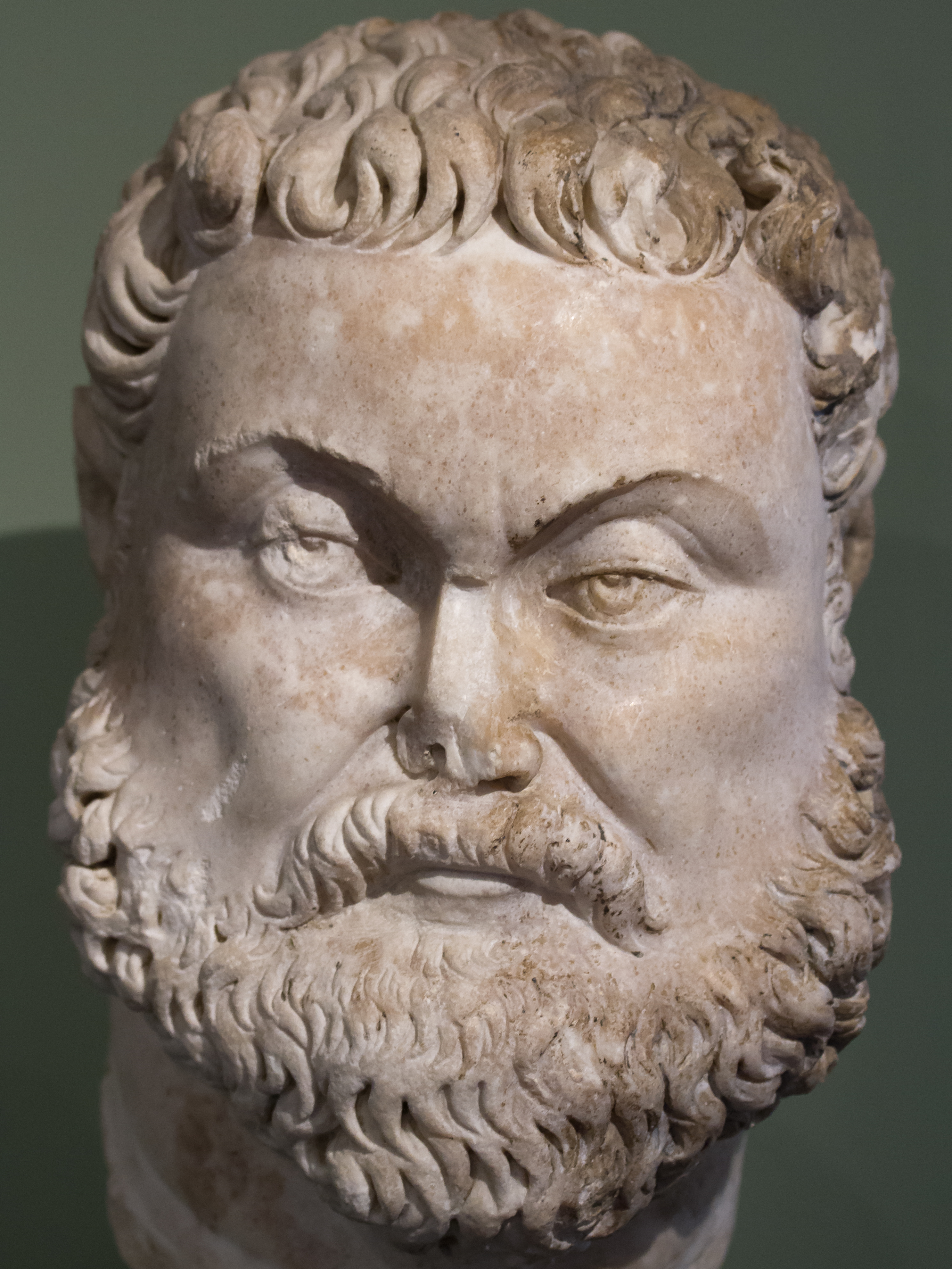
マクシミアヌス像

ガレリウスから正式に正帝としての承認を得たコンスタンティヌス1世にとって、義父マクシミアヌスは最早内部の敵と化していた。ディオクレティアヌスの意向に従って2度目の退位をした後もマクシミアヌスは旺盛な野心を維持し、コンスタンティヌス1世の権力を自らのものとする賭けに打って出た。310年の春に「フランク人」（ブルクテリ族）討伐のためにコンスタンティヌス1世が出征に出ると、マクシミアヌスはコンスタンティヌス1世が戦死したと触れ回り、ガリア・ナルボネンシスのアルルで3度目の正帝即位を宣言するとともに各地の軍団に急使を送った。コロニア（現：ケルン）でこの知らせを受けたコンスタンティヌス1世は強行軍で引き返し、マクシミアヌスが軍勢を集める前に攻撃を開始することに成功した。マクシミアヌスはマッサリア（マルセイユ）に逃れたが、コンスタンティヌス1世はこれを追撃して310年の夏にはマクシミアヌスを死に追いやった。
マクシミアヌスがコンスタンティヌス1世によって殺害されるとマクセンティウスは「突如再び親孝行な息子となり『父なる神帝マクシミアヌス』を称える貨幣を発行した。」（ジョーンズ）。更にマクセンティウスはマクシミアヌスがコンスタンティヌス1世の父コンスタンティウス・クロルスの義父でもあったことをも利用して、「義兄弟」である「神帝コンスタンティウス・クロルス」を称揚し、暗にその後継者としてコンスタンティヌス1世が支配するガリアとブリタンニアに対する正当な権利を主張した。
311年にはガレリウスも死去し、312年夏までにはマクセンティウスがドミティウス・アレクサンドロスを打倒して北アフリカを奪回したため、残存する「正帝」たちはコンスタンティヌス1世、マクセンティウス、マクシミヌス・ダイア、リキニウスの4人となった。コンスタンティヌス1世はマクセンティウスに対抗するためにリキニウスとの同盟を模索し、異母姉妹コンスタンティアとリキニウスの婚約を進めた。この動きに脅威を覚えたマクシミヌス・ダイアはマクセンティウスと同盟を結んだ。間もなく、マクセンティウスはローマ市を含むイタリアの諸都市に設置されていたコンスタンティヌス1世の像や肖像画を破壊し、対決姿勢を鮮明にした。後世の歴史家ゾシモスはこの時、コンスタンティヌス1世がゲルマン人やケルト人などを含め歩兵9万人、騎兵8,000騎を擁し、マクセンティウスは歩兵17万人、騎兵1万8千騎を集めたと記す。しかし、現代の学者はこの数字は大幅に誇張されたものであると考えている。同じくゾシモスの記録によれば、マクセンティウスはラエティア（現：スイス南部）を攻略してコンスタンティヌス1世とリキニウスの勢力圏を分断しようとしたが、コンスタンティヌス1世は機先を制しアルプスを越えてイタリアに入った。セグシオ（現：スーザ）を攻略したのを皮切りに、メディオラヌム（現：ミラノ）を味方につけ、タウリノルム（現：トリノ）近郊、プレシャ、ヴェローナなど各地でマクセンティウスの軍勢を打ち破った。
やはりゾシモスの記録によれば、コンスタンティヌス1世の軍団がローマ市に迫ると、ローマの民衆は敗北を重ねるマクセンティウスを嘲笑し、平静を失ったマクセンティウスは宣託にすがった。そして彼は自分自身の即位記念日（10月28日）に吉兆があると知ってその日に戦うべく進軍した。こうしてティベレ川沿いで両者は戦い（ミルウィウス橋の戦い）、コンスタンティヌス1世が完勝を収めてマクセンティウスを戦死させた。312年10月29日、コンスタンティヌス1世はローマに凱旋し、マクセンティウスの首を槍の穂先に刺して行進することで古い支配者が世を去ったことをローマ市民に知らしめた。ローマ元老院はコンスタンティヌス1世にマクシムス（偉大な/大帝）の称号を授けて称えた。コンスタンティヌス1世のローマ入場にまつわる一連の出来事は碑文の情報からも確認できる。

### 改宗

ラバルムを戴いたローマの旗。ギリシア語におけるキリストの綴り、の最初の2文字、キーとローを組み合わせた紋章。

312年、コンスタンティヌス1世は何らかの形でキリスト教を受け入れた。この点に関しては衆目は一致しているが、しかしそれが単なる政治上の都合からきたものであったのか、宗教的信念によるものだったのか、単なる儀式的なものであったのか、またどの程度真剣なものであったのか、様々な点において議論が続いている。伝説的な説話ではミルウィウス橋の戦いで神の啓示を受けて勝利したことがその切っ掛けであるとされる。コンスタンティヌス1世の父コンスタンティウス・クロルスが治世中にキリスト教徒に対して寛大であったことから、既にコンスタンティウス・クロルスもキリスト教徒であったという説もある。しかし、それを証明する証拠は皆無であり、少なくともコンスタンティヌス1世が当初からキリスト教徒ではなかったことは、ローマ古来の神々に対して彼が捧げた奉献や、コンスタンティヌス1世を称える演説家たちが彼をユピテル（ゼウス）になぞらえて褒めることが問題になっていないことによって明らかである。
しかし、少なくとも312年のローマ入場の後、コンスタンティヌス1世のキリスト教に対する姿勢ははっきりと寛大さ以上のものとなった。312年末から313年初頭までのいずれかの時点でコンスタンティヌス1世がカルタゴ司教カエキリアヌスに当てた手紙の中で「アフリカ、ヌミディア、マウレタニアの全属州」において「合法的かつ至聖なるカトリックの宗教の奉仕者のうちの指定された者たち」に対して公的資金による補助の提供を決定したことが通知されている。
313年2月、メディオラヌムでコンスタンティヌス1世とリキニウスが会談し、311年に約束されていたコンスタンティヌス1世の異母妹コンスタンティアとリキニウスの結婚が正式に執り行われた。この2人の皇帝は（当時まだマクシミヌス・ダイアの支配下にある）ビュテニアとパレスティナの総督に対してセルディカ勅令（311年にガレリウスが発布していたキリスト教徒迫害を停止させる寛容令）の履行を指示する通達を出した。これは（ランソンによれば不正確にも）『ミラノ勅令』と呼ばれており、後世本来持っていた以上の重要性を与えられることになる。
ただし、これらの点が指摘されてもなおコンスタンティヌス1世のキリスト教への改宗がこの時に行われたのか完全に断言できるわけではない。彼はコインに不敗太陽神（ソル）の図像を残していたし、公的に宗教的な文言を用いる際にはキリスト教徒にも非キリスト教徒にも都合よく解釈可能な曖昧な表現を採用していた。前述の通り一般的には312年にコンスタンティヌス1世がキリスト教を受け入れたとされるが、ランソンは315年の段階でもまだ彼はキリスト教徒ではなく、彼の宗教はキリスト教とソル信仰が融合した初期段階のものであったとも推測できるとしている。歴史家たちの間では、どのような思考・振る舞いをしていればキリスト教徒と見做しうるのか、という観点においても相違がある。

### リキニウスとの戦い

#### 衝突と和平
同じ頃、マクシミヌス・ダイアはボスポラス海峡を渡りビュザンティオンを攻略した。この報せを受けたリキニウスはコンスタンティヌス1世との会談を中断してただちにイタリアからバルカンへ渡り、3万の軍勢でアドリアノープル（ハドリアノポリス）へ向かうマクシミヌス・ダイア軍の前面を封鎖した。間もなくリキニウスはマクシミヌス・ダイアを打ち破り、アナトリアへ後退する彼を追撃して自殺へと追い込んだ。一方のコンスタンティヌス1世は「フランク人」の侵攻に対処すべくアルプスを越えて北上し、これを撃退した。
こうしてローマ帝国の西半がコンスタンティヌス1世の支配下に入り、東半がリキニウスの支配下に入った。だが、共通の敵を失った両正帝は間もなく対立を始めた。切っ掛けは新たに副帝（カエサル）としてバッシアヌスを任命するというコンスタンティヌス1世の提案であった。コンスタンティヌス1世は彼に自分の異母妹アナスタシアを嫁がせていた。この任免の詳細を巡って両者は対立し武力衝突に至った。
コンスタンティヌス1世は314年の晩夏、または316年の秋、リキニウスの領土への侵攻を開始し、10月8日に初戦となったイリュリアのキバラエ（現：クロアチア領ヴィンコヴツィ)で数的不利を跳ね返してリキニウス軍を大敗させた (キバラエの戦い)。リキニウスはドナウ川を下ってシルミウムへと逃れ、更に自軍をアドリアノープルへと集結させた。その間、第2モエシア属州のドゥクス（Dux：公、将軍）でドナウ川下流域の軍を束ねていたウァレリウス・ウァレンスを（恐らくその忠誠を繋ぎとめるために）正帝に任命した。そしてアドリアノープル近郊で2度目の戦闘が行われた。その勝敗は史料上はっきりしないが、この戦いの後、両者は和平条件を巡る交渉を行った。だが、使節を通した交渉は失敗し戦闘が再開された。2度目の戦闘がアルダ川流域で行われたが、衝突後に両軍は敵を見失い、コンスタンティヌス1世はリキニウスが東のビュザンティオンに退却したと見て進軍し、一方のリキニウスは北西のベロイアへ移動したために双方が後方連絡線を遮断された。317年3月1日、セルディカで再び和平交渉が行われ今度は和平合意が成立した（ジョーンズの採用する編年では和平は315年は成立したとされている）。合意では領土的にはコンスタンティヌス1世が大幅な拡大に成功し、トラキアを除くバルカン半島のほぼ全域がコンスタンティヌス1世の支配下に入る事となった。そしてウァレリウス・ウァレンスは廃位されて処刑され、コンスタンティヌス1世の長子クリスプス（13歳前後）、ファウスタとの間の別の息子小コンスタンティヌス（当時出生直後）、そしてリキニウス2世（1歳8か月）の3名を副帝とすることが定められた。以降、321年または323年までの6年間、この和平は維持された。

#### リキニウスの死
比較的長く続いた平和の後、コンスタンティヌス1世とリキニウスの関係は再び悪化した。その要因にはコンスタンティヌス1世が息子のクリスプスと小コンスタンティヌスをリキニウスと相談することなく（ジョーンズによれば321年に）執政官職（コンスル）に就けたこと、その後もリキニウスの同意なしにコンスルの任命をし続けたこと、リキニウスが自領内でコンスタンティヌス1世が任命したコンスルを無視したこと、323年にコンスタンティヌス1世が第2モエシア属州に侵入したゴート人を討伐するためにリキニウスの領土に侵入したこと、キリスト教徒の庇護者として振る舞うコンスタンティヌス1世の姿を見たリキニウスが、自分の領内のキリスト教徒をスパイだと疑い始めたことなどが挙げられている。リキニウスはコンスタンティヌス1世よりもはっきりと一神教的な見解を持っていたようにも見受けられるが、古くからの神々を拒否することは無く、それらを偉大なユピテル神の別側面であるとみなしたと考えられる。一方でコンスタンティヌス1世はキリスト教徒への庇護の傾斜を強め、320年にはコンスタンティヌス1世のコインに残されていた最後の異教の神、不敗太陽神（ソル）の図像が姿を消した。コンスタンティヌス1世がキリスト教への傾倒を強めるほどに、リキニウスはキリスト教徒たちの礼拝がコンスタンティヌス1世のためのものであるという認識を強め、教会の活動への統制を強めていった。324年には両者は再び武力衝突に至った。彼らは自分が基盤を置く宗教組織へ協力を求めたとされている。コンスタンティヌス1世はキリスト教の司教たちを呼び寄せ、自軍の兵士たちに至高の神への祈りを強制し、リキニウスは祭司、占い師、魔術師をエジプトから呼び寄せ神々に犠牲を捧げたという。
コンスタンティヌス1世とリキニウスはともに過去の内戦で動員されたよりもはるかに大きな兵力を擁していた。戦いはコンスタンティヌス1世の先制攻撃で始まり、彼は324年7月3日にアドリアノープル近郊に駐留していたリキニウス軍を攻撃した。コンスタンティヌス1世自身が腿に負傷を追う激戦の末に彼は勝利を収め、リキニウスはビュザンティオンに退却した（アドリアノープル（ハドリアノポリス）の戦い）。
リキニウスはビュザンティオンで諸局長官（Magister officiorum）のセクストゥス・マルキウス・マルティニアヌスを共同皇帝に擁立した。コンスタンティヌス1世はビュザンティオンを包囲したが、リキニウスは海上優位を活用して都市への補給を続けこれに耐えた。しかしコンスタンティヌス1世は同時に息子のクリスプスが指揮する艦隊に攻撃を命じており、リキニウスの海軍司令官アバントゥスの失策も手伝ってクリスプスが大勝を収め（ヘレスポントスの海戦）た。これによってビュザンティオンの維持を諦めたリキニウスはボスポラス海峡をわたって小アジアのクリュソポリス（現：トルコ領ユスキュダル、イスタンブルの対岸）へと後退した。324年9月18日、クリュソポリスで最後の戦いが行われ、ここでもコンスタンティヌス1世が勝利を収めた。敗北したリキニウスは更にニコメディアに逃れたが、そこで包囲され妻コンスタンティアを兄であるコンスタンティヌス1世の下へ送り助命を嘆願させた。コンスタンティヌス1世はリキニウスとマルティニアヌスが命を保つことを認め降伏させた後テッサロニキに送ったが、しばらく後に処刑した。後世の史料はリキニウスが蛮族を集め再起を図ったためにコンスタンティヌス1世が彼を処刑したのだとするが、実際のところは確たる理由はなくコンスタンティヌス1世の警戒心によるものであろう。少なくとも当時の人々にとってこの処刑が名誉ある行動ではなかったことは、コンスタンティヌス1世を称揚する教会史家エウセビオスがこの処刑を曖昧に書いていることなどから推測できる。

### 単独の皇帝として

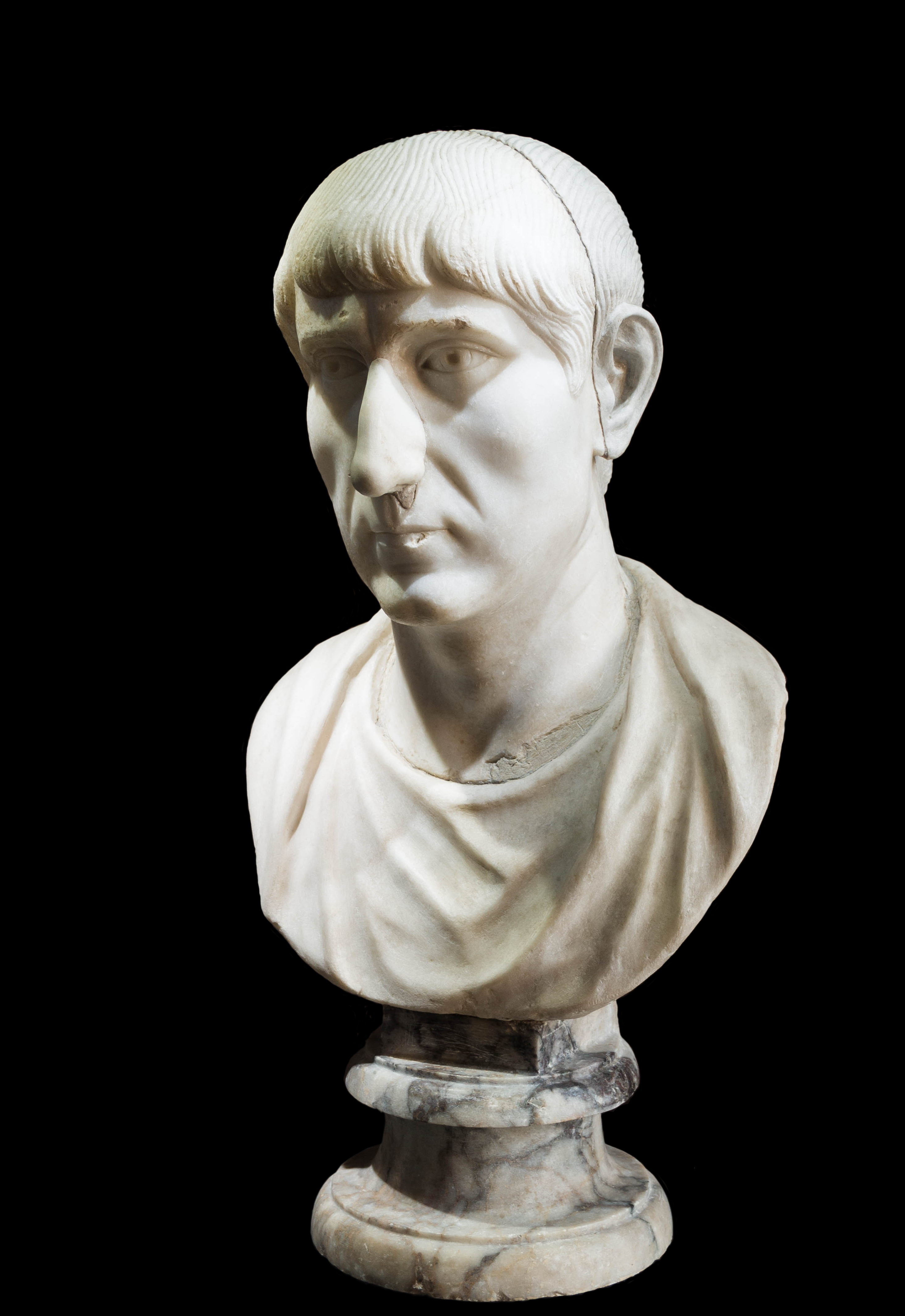
コンスタンティウス2世像

324年という年はコンスタンティヌス1世にとって、またローマ帝国にとって大きな転換点となる年である。リキニウスの死によって、コンスタンティヌス1世はディオクレティアヌスによる帝権分割以来となる単独のローマ皇帝となった。彼は未だ7歳であった息子のコンスタンティウス2世を副帝に据え、新たな体制の構築に乗り出した。
帝国の政治・経済・文化の重心が東方へ移っていたことから、324年中にはコンスタンティヌス1世はボスポラス海峡に面する要衝の都市ビュザンティオンに着目し、自らの名前を与えてコンスタンティノープル（コンスタンティノポリス、コンスタンティヌスの町）と改称することを決めた。そして330年に（工事はまだ途中であったが）落成式が執り行われた。また、ディオクレティアヌス以来続けられていた行政改革を引き継ぎ、中央政府組織を整備した。元首制期の皇帝は個人的な友人・同僚たちの助言集団を持ったが、これは次第に公的なものとなり、3世紀の危機を経てディオクレティアヌスの時代には枢密院（consistorium）と呼ばれるようになった。コンスタンティヌス1世はこの枢密院をより確固たる組織に仕立て上げ、また、軍制改革を行い、この結果行政機関の文民部門と軍事部門の分離が進行した。財政面では純度の安定したソリドゥス金貨を発行したことが特筆される。従来からソリドゥスと呼ばれる金貨は発行されていたが、コンスタンティヌス1世は新たな基準でこれを発行した。この新貨幣はノミスマと呼ばれ、後に帝国の標準貨幣として流通することになる。
宗教面ではキリスト教の教義上の分裂の収拾を試みた。コンスタンティヌス1世はかつての迫害によってキリスト教の教会が被った損失の回復を行い、教会の庇護者として振る舞っていたが、帝国内のキリスト教には教義の差異が生じており、復活祭の日付もバラバラであった。そして彼が皇帝となった時には、アレクサンドリア司教（主教）アレクサンドロスと司祭アリウス （アレイオス）との間の論争に端を発して、東方の属州全域の司教たちを巻き込んだ分裂が生じていた。コンスタンティヌス1世はこれに介入し、教義の細部に拘泥せず和解するよう促した。しかし、このアリウス派と反アリウス派の対立が容易に解決する段階にないことが明らかとなると、325年5月20日にニカイア（ニケア）に数百名の司教を招集し、ニカイア公会議（第1回全教会会議）を開催した。コンスタンティヌス1世自らも議論に加わり、妥協的な結論を出すことが探られたが、結局アリウス派の排除が決定されると共に、他の各司教に共通の信条（ニカイア信条）を受け入れるよう圧力が加えられ、それが結論とされた。同時にローマ、アレクサンドリア、アンティオキアの教会の首位性の確認や、群小異端の禁止などが行われた。しかしその後もコンスタンティヌス1世はアリウス派との妥協を模索し、アリウスの教会への復帰を認めた。

#### クリスプス処刑とファウスタの変死
326年、コンスタンティヌス1世は妻ファウスタと息子のクリスプス（ファウスタの子ではない）を処刑した。この謎の事件について知ることができることは限られている。偉大な皇帝の家庭内で発生したこの事件は同時代の著作家たちに「注意深く無視」（ジョーンズ）されており、現代に残された記録は後世に書かれたゴシップのようなものばかりのためである。はっきりしていることは、この年に充分にその能力を認められていた長子クリスプスが処刑され、その後間もなく皇后ファウスタが変死したことである（ある噂では浴場で窒息死したという）。
残されたそうした噂の記録では、義理の息子クリスプスの人気に嫉妬したファウスタは、彼が自分との姦通を試みたとコンスタンティヌス1世に訴え出たためにクリスプスが処刑され、これに怒ったコンスタンティヌス1世の母ヘレナは、お気に入りの孫クリスプスの仇を討とうと、この醜聞で問題があったのはファウスタの方だとコンスタンティヌス1世に主張し、その結果としてファウスタも殺害されたのだという。また、ファウスタが官吏との間で姦通したという噂も残されている。
326年4月25日の勅法でコンスタンティヌス1世が姦通を告発する権利を夫に限るという手を加えていることや、あるいはソレントの碑文からファウスタとクリスプスの名前が削り取られていることなどの状況証拠が存在するため、現代の学者はこうしたゴシップめいた情報の史実性を完全に否定できるわけでもない。

#### 対外遠征と崩御

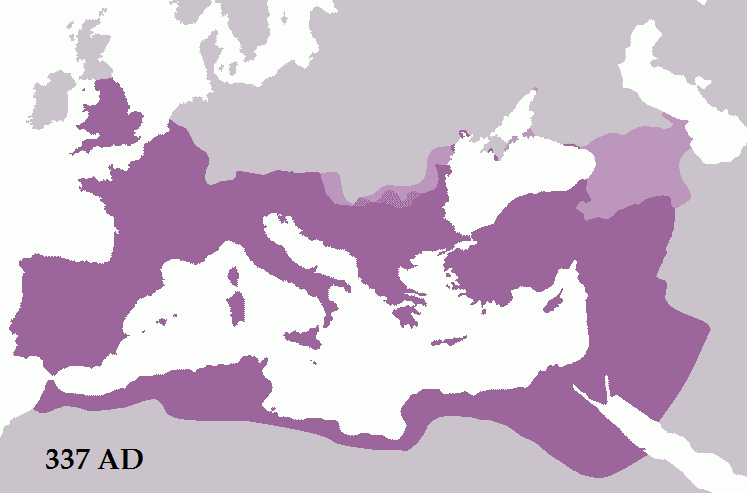
コンスタンティヌス1世崩御時のローマ帝国の勢力範囲。

330年代に入った頃、恐らくは側近である司教たちの影響を受けてコンスタンティヌス1世は宗教的な寛容さを失いつつあった。また、既に複数の正帝のうちの1人であった頃から、軍におけるキリスト教の普及や教会への支援に熱心であったが、関心の多くが信仰に関する事柄に向けられるようになった晩年には宮廷のキリスト教化にも取り組んだ。官吏たちに対する演説をしばしば神の裁きについての話で締めくくり、数多くのキリスト教徒を新たにコメス（Comes、伯、総監）の身分に昇進させた。キリスト教信仰を告白することが皇帝の歓心を買う有効な手段であることは誰の目にも明らかとなり、いくつもの都市や村落がキリスト教への帰依を明らかにすることで皇帝からの恩寵を得た。上流階級においても出世のために改宗する者が幾人も出てコンスタンティヌス1世のキリスト教徒に対する気前の良い分配の恩恵に預かった。このような風潮については教会史家エウセビオスすら批判的な見解を述べている。
内政面においては333年に息子のコンスタンス1世を、335年に甥のダルマティウスを副帝に任命した。ミネルウィナとの間の息子で殺害されたクリスプスを除き、既に副帝であったファウスタとの間の息子コンスタンティヌス2世、コンスタンティウス2世、コンスタンス1世の3名にダルマティウスを合わせて4人の副帝を擁する体制となった。これは恐らく帝位継承の準備であったであろう。コンスタンティヌス2世がアジア・エジプトを、コンスタンティウス2世がガリアを、コンスタンス1世がイタリア・アフリカ・パンノニアを、ダルマティウスがトラキア・マケドニア・ダキア（ドナウ川流域）を、それぞれ分割して担当した。コンスタンティヌス1世が
このような処置をとったことは、結局のところ広大かつ複雑化したローマ帝国の統治が1人で担当可能なものでは無かったことを示している。
対外的には統一後もコンスタンティヌス1世は熱心に軍事遠征を繰り返していた。328年に息子コンスタンティウス2世と共にライン川方面でアレマン人と戦って勝利を収め、332年にはドナウ川でゴート人を降伏させた。334年にはダキア方面でサルマタイを破った。東方ではアルメニア王ティグラネス5世がサーサーン朝のシャープール2世によって廃立され同国が占領されたことをきっかけにサーサーン朝との関係が悪化した。アルメニアの親ローマ派がアルメニアをローマ帝国に献上することを申し出たことを受けて、コンスタンティヌス1世は甥のハンニバリアヌスをアルメニア王とした。この処置は将来のローマ帝国とサーサーン朝の戦争の原因となったが、実際に戦端が開かれるのはコンスタンティヌス1世崩御後のこととなる。コンスタンティヌス1世の統治最後の3年間はサーサーン朝への遠征の準備に費やされ、ペルシア人をキリスト教に転向させ、また彼がキリストと同じようにヨルダン川で洗礼を受ける計画が立てられた。しかし337年の復活祭の直後、コンスタンティヌス1世は体調を崩して倒れ、この計画を実行に移すことは不可能となった。神学者ヒエロニムスが伝えるところによると、死期を悟ったコンスタンティヌス1世は崩御する少し前に洗礼を受けた。当時の風習では、年を取るか死の間際になってから洗礼を受けるのが一般的だった。そして同年の聖霊降臨祭の日（5月22日）にニコメディア近郊のアンキュロナの離宮で崩御した。
コンスタンティヌス1世の遺体は紫衣に包まれた金棺に納められてコンスタンティノープルに運ばれ、高官たちの礼拝を受けた後に諸使徒聖堂に安置された。伝統的なローマの葬儀ではなくキリスト教の作法による葬儀が行われ、キリストの12人の使徒たちの石棺（遺体は安置されていないハリボテであったが）の中央に13番目としてコンスタンティヌス1世の棺が安置された。これは彼のキリスト教信仰を明白に示すものであり、その業績とキリスト教公認とによって死後も「大帝」の贈り名とともに記憶され、また「使徒に等しき者（亜使徒）」として列聖された。ローマ市は皇帝が埋葬地としてローマではなく新たな都コンスタンティノープルを選んだことに反発した。そしてコンスタンティヌス1世がキリスト教徒であることが周知であるにもかかわらず、ローマの元老院はそれまでの皇帝と同じように彼自身にローマの神々の一員たる名誉を与えた。

### 後継者
コンスタンティヌス1世の崩御後、激しい権力闘争が行われた。コンスタンティノープルの軍団はコンスタンティヌス1世の息子以外に皇帝たるべき人物はいないと主張して暴動を起こし、コンスタンティヌス1世の兄弟フラウィウス・ダルマティウスとその息子である副帝ダルマティウスおよびアルメニア王ハンニバリアヌスを殺害した。またコンスタンティヌス1世の別の兄弟ユリウス・コンスタンティウスも殺害され、他にオプタトゥス・オリエント道長官アブラビウスなども処刑された。3ヶ月にわたるこの混乱の空位期間の後、コンスタンティヌス1世とファウスタの間の息子、コンスタンティヌス2世、コンスタンティウス2世、コンスタンス1世が337年9月9日に揃って自らを正帝と宣言した。
後継者となった正帝3人はそれぞれ、コンスタンティヌス2世がブリタニア・ガリア・ヒスパニアの帝国西方を支配し、残りの2名はダルマティウスの支配地も分割してコンスタンティウス2世がトラキア・ポンティカ・アジア（アシアナ）、オリエンス（シリア・エジプト）を、コンスタンス1世がパンノニア・イタリア・アフリカ・ダキア（ドナウ川流域）・マケドニアを支配することになった。一応コンスタンティヌス2世が帝国全土に対する権威を保有していたが、この体制は長続きしなかった。340年、コンスタンティヌス2世は自らの権威を愚弄したとして弟コンスタンス1世の支配するイタリアへ侵攻したがアクィレイアで敗北して崩御した。これによってコンスタンス1世がその遺領も掌中に収め、帝国全土の3分の2を支配するに至った。その後10年余りの詳細な経過は不明であるが、コンスタンス1世の支配地ではブリタニアやアフリカで紛争が絶えず、他方のコンスタンティウス2世もサーサーン朝との間に勃発した戦争に忙殺されていた。そして350年1月、皇帝領伯マルケリヌスとゲルマン人の血を引く将軍マグネンティウスによる陰謀によってコンスタンス1世が殺害され、マグネンティウスが皇帝を称した。同年3月1日にはイリュリクムでコンスタンス1世配下の歩兵軍司令官であったヴェトラニオも皇帝を称し、コンスタンティヌス1世の甥であったネポティアヌスもローマ市を占領して皇帝を名乗った。
ネポティアヌスは間もなくマグネンティウスによって滅ぼされ、マグネンティウスとヴェトラニオは共にコンスタンティウス2世に正式な正帝としての承認を求めた。マグネンティウスは和解を演出するためにマルケリヌスを使者としてコンスタンティヌス1世の娘コンスタンティナとの結婚、およびコンスタンティウス2世に自身の娘を嫁がせることを提案した。コンスタンティウス2世はマグネンティウスの地位を断固として認めず、またヴェトラニオは退位と引き換えに年金を得ることで合意し、皇帝を退いた。コンスタンティウス2世は甥のコンスタンティウス・ガッルスを副帝にして東方を任せ、マグネンティウスも兄弟のデケンティウスを副帝にしてガリア統治を委任し、両者は互いにバルカン半島へと進軍した。351年9月28日、ムルサの戦いでコンスタンティウス2世が勝利を収めた。マグネンティウスはイタリアを経てガリアへ引いたが、353年の夏、モンス＝セレウクスの戦いで敗れコンスタンティウス2世が帝国を再統一した。

#### その他の子孫
コンスタンティヌス1世には2人の娘がいた。1人は先述のコンスタンティナ（コンスタンティアとも、? - 354年）であり、もう1人はユリアヌス帝の妻となったヘレナである。ヘレナはユリアヌスの子の流産と死産を繰り返した後は健康が優れず、ガリアの地で360年に亡くなった（没年齢は不明）。この死産時の子供達以外にこの2人の間に子女は確認できない。コンスタンティナは初め、アルメニア王位を約束されていた副帝ハンニバリアヌスと結婚した。337年にハンニバリアヌスがコンスタンティウス2世に殺害された後はローマに居を移し、同母兄弟コンスタンス1世を殺害したマグネンティウスと連絡を取り合って接近した。その後、コンスタンティウス2世は351年にコンスタンティナをコンスタンティウス・ガッルスと再婚させた。彼はユリアヌスの異母兄であり副帝に任命されていた。コンスタンティナはガッルスとの間に一人娘アナスタシアを儲けた。354年、ガッルスはコンスタンティウス2世からミラノへ招聘された。ガッルスは招聘が召喚であることを分かっており、コンスタンティウス2世の実の姉妹であることに望みを繋いで妻コンスタンティナを弁護役にし、先にミラノへ発たせた。しかし、コンスタンティナはシリアからイタリアへの長旅の途中で病に倒れ、病死した（没年齢は不明）。ガッルスも宦官エウセビウスの策略によりポーラで処刑された。

## 統治

### 建設活動

#### コンスタンティノープル（コンスタンティノポリス）建設
324年、彼はボスポラス海峡に面する要衝の都市ビュザンティオン（ビュザンティウム）に自らの名前を与えコンスタンティノープル（コンスタンティノポリス、コンスタンティヌスの町）と改称した。この都市は海陸が交叉する地理上の要衝であり、ドナウ川の国境とアジアの国境の双方へ睨みを利かせる拠点として優れていたことに加え、ローマ帝国の政治・経済・文化の重心が東方へと移っていたことがこの選択に繋がった。母なる都市ローマを模して7つの丘が定められ14区が設置されたという。また、元老院や聖堂、広場（フォルム）、宮殿やその他の公共施設が建設された。工事の完了を待たず、330年5月11日には落成式が執り行われた。
コンスタンティノープル建設はコンスタンティヌス1世の政策の中でも後世の歴史に最も大きな影響を残したものの1つであり、「新たなるローマ」として建設されたと後世の記録は伝えるが、同時代の記録者たちはコンスタンティノープルの建設にほとんど注意を払っていない。実際には新たなるローマという認識は建設当時には無かったとも言われている。これは当時属州の都市に皇帝が名前を付けることはあり触れたことであったためであろう。皇帝が都市に自分の名前を与えるのは、初代アウグストゥスの頃から繰り返されてきたことであり、ローマ帝国の領内は皇帝の名を与えられた都市がひしめいていた。また、ローマ帝国の重心が東に移っていることも周知のことで、コンスタンティヌス1世の姿勢は特に特殊なものではなく、既にディオクレティアヌスやガレリウスといった上位の正帝がニコメディアを中心に、東方に拠点を構えて滞在し続ける状況は何十年も継続していた。当時ローマは首都長官（Praefectus urbi）の管理下に置かれ、精神的な面を含めて首都であることに変わりなかったが、行政の中心としての役割を果たさなくなって久しく、実質的な行政府は前線で外敵と（そしてしばしば内戦を）戦う皇帝たちに付随して移動していた。皇帝がローマ市に立ち寄ることは滅多になく、平時にはそれぞれの任地の都市に建設した宮殿に居住しており、コンスタンティヌス1世も西の正帝であった頃はトリーアに住み、イリュリクムを平定した後にはセルディカ（現：ブルガリア領ソフィア）を「我がローマ」と言ったと伝えられる。
上記のようにコンスタンティヌス1世が実際にコンスタンティノープルを「新たなローマ」として建設したのかは定かではないが、しかし一般的な都市よりは特別な存在に仕立て上げられたことも事実であった。新都市建設にあたっては惜しみない費用がかけられ、建築部材や装飾用の美術品を求めて各地の神殿から略奪が行われた。その市域は既存のビュザンティオンの3.5倍にも拡張され、都市を囲う城壁や宮殿も用意された。ローマ市よりは明確に格下であったにせよ、一般的な属州都市よりは高い法的地位が与えられ、ビュザンティオンの都市参事会を改組して元老院が置かれた。ローマの元老院議員は爵位としてクラーリッシムスだったのに対しコンスタンティノープルの元老院は格下のクラールスとされた。両都市の位置付けが法的に対等となるのはコンスタンティウス2世の治世であり、実際にコンスタンティノープルが事実上の「首都」として機能し始めるのはテオドシウス1世（在位：379年-395年）の治世のことである。
コンスタンティヌス1世自身が真実この都市をどのように位置づけていたかを窺い知ることができる史料はほとんど残されていない。「神の命令によって」行動した結果であるとしている勅法は存在するが、これは単に敬虔さを示す修辞としての要素が強いであろう。異教に汚されることのない、聖別されたキリスト教の都市として神に捧げられたものであったとする見解もあるが、コンスタンティノープルにおいてテュケー（幸運）や不敗太陽神（ソル）崇拝などの伝統的要素が完全に排除されたわけでもなかった。ただし、実際がどうであれ、後世成立する東ローマ帝国（ビザンツ帝国）が1453年にオスマン帝国に征服されるまで、この都市を舞台にして「ローマ帝国」は継続した。そしてこの都市は正教会の総本山でありキリスト教世界の中心の一つとして機能した。

#### ローマ

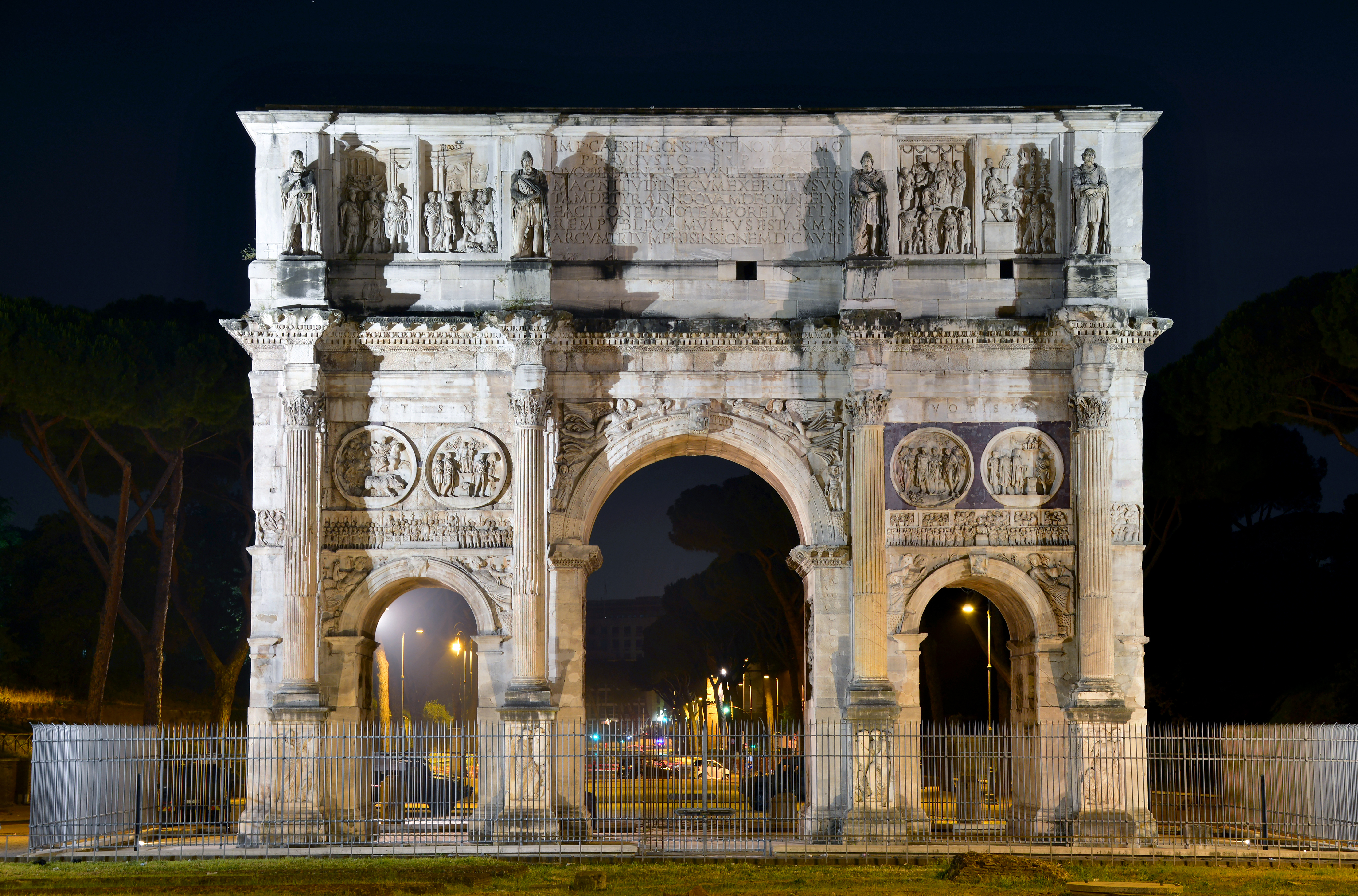
コンスタンティヌス1世の凱旋門

ローマ皇帝として、コンスタンティヌス1世は真の首都ローマでも活発な建設活動を行った。ローマ市に入場した後、当然のことながら彼は自身の皇帝としての威光を建造物で示そうとした。315年にはコンスタンティヌスの凱旋門が建設された。セプティミウス・セウェルス凱旋門を模したこの凱旋門はローマ世界最大の凱旋門であり、過去の建造物から転用された浮彫彫刻で装飾された。まずマクセンティウスを破ってローマに入場した後、マクセンティウスが建造を始め、ほぼ完成していたバシリカをコンスタンティヌスのバシリカと改名して集会や謁見に用いた。
これ以外にも、ローマでキリスト教建築を大々的に設置した。コンスタンティヌス1世が首都で本格的に新しく建設した最初の建物は救世主のバシリカと呼ばれる大聖堂である。これはかつてラテラヌス家が所有していた大邸宅の跡地に建てられたもので、312年から建設が始められローマの大司教座教会堂とされ、現在のサン・ジョバンニ・イン・ラテラノ大聖堂の前身となった。また、母ヘレナがエルサレムで取得した聖遺物を奉納するためにヘレナの邸宅であったパラティウム・セッソリアヌムを改築して聖堂とした。これは現在のサンタ・クローチェ・イン・ジェルサレンメ聖堂の前身となっている。上記はローマの城壁内に建造されたものであるが、城壁外にもバシリカ・アポストロルム（使徒聖堂、現：サン・セバスチアーノ教会）、サン・ロレンツォ・フオーリ・レ・ムーラ大聖堂、サン・ペトリ・イン・ウァティカノ（サン・ピエトロ大聖堂）などを建造した。
こうしたキリスト教建築は城壁外の、郊外の地でより活発に行われた。帝国の首都ローマは伝統的宗教の牙城であり、それ故に少なくとも入城当初のコンスタンティヌス1世は古くからの神ユピテルへの配慮を見せていた。このため、新たなキリスト教建築はローマ市民の反応を見ながら進められ、また目立たない場所での実施が中心になったためである。郊外が選ばれたもう一つの理由には、ローマ市の中心部は既に数世紀に渡る建築活動で建設された公共建造物がひしめいており、必要な用地を容易に確保できなかったことがある。既存の建造物の転用には様々な困難があり、また市民の反発を受ける可能性も無視できなかった。これらのことが、新たな都市コンスタンティノープルへの「遷都」を決定付けた理由の1つであるという見解もある。

#### トリーア

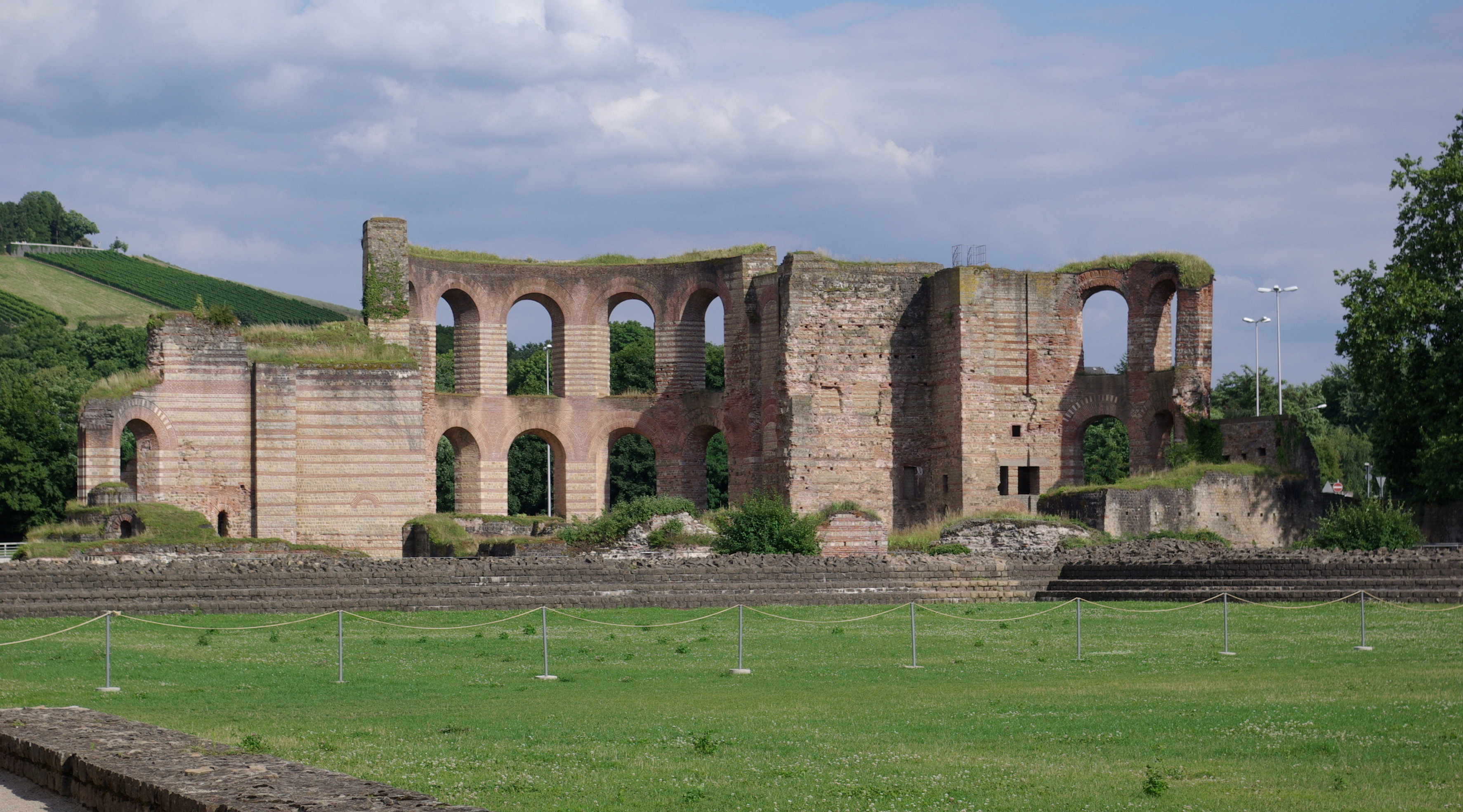
コンスタンティヌス1世によって建造されたトリーアの公衆浴場（テルマエ）

306年に副帝に即位して以来、西方の皇帝としてコンスタンティヌス1世が拠点としていたトリーアでは、お膝元として大規模な整備が行われた。皇帝や皇后、息子クリスプスの住居や、浴場、円形闘技場、大掛かりなバシリカも建造され、バシリカにはお湯を流して温める床暖房も供えられていた。コンスタンティヌス1世の宮殿アウラ・パラティナは、後にフランク王国のカール1世（大帝）がアーヘンの宮殿を建造する際の参考にされたとも言われる。トリーア近郊には夏用のヴィッラも建造された。

#### その他の都市
複数の町がコンスタンティヌス1世によって再建され、彼やその家族の名を与えられたと伝わる。そのような都市には現在のフランスにあるオータン（フラウィア・アエドゥオルム）、現在のアルジェリアにあるキルタ（コンスタンティナ、現：コンスタンティーヌ）などがある。また、コンスタンティヌス1世は323年から324年にかけて現在のギリシアにあるテッサロニキに滞在した際、この町を非常に気に入り、巨大な教会や港湾、浴場など数多くの建物を建てたという。

### 内政
コンスタンティヌス1世は多岐にわたる制度改革を実施した。一連の改革によって構築された政府機構は後の東ローマ帝国（ビザンツ帝国）の政府の原型となり、「初期ビザンツの中央政府組織はほぼ彼の時代に形造られた」（尚樹啓太郎）とも評される。一連の改革はディオクレティアヌスが行っていた帝国の再編を継承したものでもあり、また軍事部門の再編と行政の再編を通じて国政を組織化し分担することで帝国の統一を維持しようとしたものであった。

#### 官職の整備
ディオクレティアヌス時代に整備された中央政府の組織はコンスタンティヌス1世治下で更に発展・整備された。宮廷には皇帝の飲食・衣装・ベッドメイクなど家政部門を担う寝室（Cubiculum）があったが、コンスタンティヌス1世時代にはそれを統括する宮内長官（Praepositus Sacri Cubiculi）とその補佐役である執事長（Castrensis sacri palatii）が置かれてこの組織を管理した。
旧来からの枢密院（Consistorium）では書記官長の役割が強化され、上級役職者や軍司令官への将軍への命令は書記官長から出されるようになった。文武官の長は伯（総監、Comes）の地位を与えられそのメンバーとなった。この組織が重要方針の策定や役人の任命を担った。

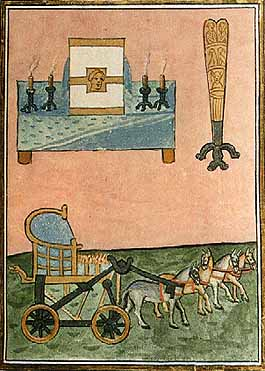
イリュリクム道（Praefectura praetorio per Illyricum）の記章。各道に近衛長官（道長官）が置かれた。

また、3世紀の危機の間に大きな権威を持つようになっていた近衛長官（Praefectus praetorio）の地位にも変更が加えられた。この役職は制度的には元来軍事面における皇帝の私的な使用人に過ぎなかったが、この頃までに司法や徴税、経済などの分野まで統括するようになり、皇帝に次ぐ権威・権力を保持して皇帝不在時にはその代理のような役割を果たすようにもなっていた。それだけにこの地位にある者の役割は重要であり、皇帝にとっては常に警戒を要する存在であった。コンスタンティヌス1世は新たに軍事長官（Magister militum）を設置し、近衛長官の職務内容を主として特定の地方における徴税・司法・行政・郵便・経済などの分野に限って文官化を目論んだ。『官職要覧（Notitia Dignitatum）』と呼ばれる文書の記録を信ずるならば、ローマ帝国はガリア、イタリア・アフリカ、イリュリクム、オリエンスという四つの道（Praefectura）に分割され、その下に管区（Dioecesis）、さらに州（Provincia）が階層的に設定された。そして近衛長官は実質的にそれぞれの道を管轄する職位になっていった。ラテン語の役職名が変更されることはなかったが、日本語では上記のことから4世紀以降、文官化したPraefectus praetorioは「近衛長官」ではなく「道長官」と訳す場合が多い。
また、コンスタンティヌス1世はディオクレティアヌス時代に置かれていた貨幣管理長官（Rationaris summarum）を恩賜伯（Comes sacrarum largitionum）に、皇帝領長官（Rationaris rei privatae）を皇帝領伯（Comes rei privatae）に改称し、収入や支出、皇帝の財産を管理させた。コンスタンティヌス1世はこの財務管理職の他にも各行政部門の長を設置し、更に各官庁を諸局長官（Magister officiorum）に統括させた。この役職はそのほかに、帝国の東半部では部隊の指揮権や要塞の管理など軍事的な役割を担うようにもなっている。これは強大化し過ぎた近衛長官へ対抗させるための処置でもあった。これらは枢密院の構成員となる高官職であった。

#### 軍制改革
コンスタンティヌス1世は帝国の軍事組織に様々な改変を行った。ディオクレティアヌス時代にはローマ帝国の国境防衛は、国境に常駐する駐屯軍を主軸とし、皇帝が指揮する野戦軍は少数の連隊だけで構成され、必要に応じて国境から引き揚げた部隊を組み込んで補強するという体制がとられていたが、コンスタンティヌス1世は外敵の攻撃に柔軟に対応するべくこの国境の部隊を削減し国内の都市に駐屯させることでコミタテンセス（Comitatenses、野戦機動軍）と呼ばれる大規模な常備野戦軍を組織し、その指揮官として歩兵軍司令官（Magister peditum）と騎兵軍司令官（Magister equitum）という地位が作られた。そしてこの軍は河川監視軍（Ripenses）や辺境防衛軍（Limitanei）と名付けられた国境軍よりも上位の存在とされた。この国境軍の指揮体系もディオクレティアヌス以来の再編を引継ぎ、国境全体を複数の方面に分けて各々を公（Dux、方面軍司令官）の管轄とする体制を完成させた。
また、コンスタンティヌス1世は312年にローマを占領した後、アウグストゥス以来精鋭部隊として組織されていた近衛軍団（Praetorianae）－近衛歩兵隊と近衛騎兵隊（Equites singulares）－を解体し、新たにスコラ隊（Score Paratinae、近衛軍）を置いた。この部隊はその後、諸局長官の指揮下に置かれ、精鋭部隊として、また政治的支配の手段としてコンスタンティヌス1世の支配に貢献した。これとは別にドメスティクス伯（Comes domesticorum）によって率いられる皇帝護衛担当の親衛隊（Domesticus）もあった。この部隊は特別の任務につき、その構成員は将来の士官候補生のような存在となった。
この一連の改革の進展によって近衛長官（Praefectus praetorio）の軍事的性質は大きく削減され、その職務は文民行政や新兵の徴収などに限られて行くことになり、また例外は残るものの文官と武官が分離された。
そして、後世から見て重要な影響を与えたかもしれないコンスタンティヌス1世の軍事上の処置にゲルマン人を始めとした「蛮族」の大規模な徴兵がある。既に306年に父親から引き継いだ野戦軍をマクセンティウスとの戦いに充分な規模にするために蛮族の捕虜を組み込んでいた。こうした処置はコンスタンティヌス1世が初めてだったわけではないが、彼のゲルマン人の動員は過去のものよりも大規模なものであった。スコラ隊もゲルマン人の兵たちを中心に構成されており、ゲルマン人を軍司令官として、更には執政官（コンスル）として任命することもした。こうした処置はローマ帝国を蛮族で汚したものとして、後の皇帝ユリアヌスや非キリスト教徒の歴史家ゾシモスらから非難されている。ただし、少なくともコンスタンティヌス1世の時代には新たに軍団に導入されたゲルマン人たちはローマの指揮官に、またはゲルマン人であったとしてもその部族と特別の関係を有していない指揮官によって統率されており、当時においてローマ帝国に重大な問題は引き起こさなかった。ゲルマン人の軍事力の利用がローマ帝国の統一にとって実際的な問題となるのは、彼らが「部族丸ごと」同盟軍（Foederati）として組み込まれるようになってからである。

#### 騎士身分と元老院身分
共和制期以来、ローマの国家機構において主導的地位にあった元老院は3世紀の危機を通じて皇帝が前線に常駐するようになると、次第に国政の中枢から外れていった。これは元老院身分（Ordo senatorius）の上級官職者が軍人としての経歴を持っておらず、むしろ文人志向を強め軍事を忌避する傾向があったため、継続的な外敵の侵入と内乱の中で、より実戦能力のある人材が統治機構に必要であったことによる。また、行政機構が皇帝と共に前線にあったため、物理的にも元老院と行政機構の関わりが薄くなっていた。変わって軍才を見込まれた人々が皇帝たちによって要職に騎士身分（エクィテス、Equites）として登用された。こうして属州総督など多くの上級官職が騎士身分の人間で占められるようになり、彼らはその後婚姻によって結びつき新たな軍事貴族階層を形成していた。騎士という身分は共和制以来の伝統を持っていたが、元老院身分と異なり元来は世襲のものではなく、この頃には近衛長官に与えられるエミネンティッシムス級（Vir eminentissimus、侯爵）を最高位とする5段階の爵位が役職に応じて皇帝から贈られていた。
コンスタンティヌス1世は各地の総督や上級官職に再び元老院身分に再び開放した。そして「元老院議員が担当する」官職に非元老院議員が就任した時には、その人物に元老院身分が付与されたため、人員自体が大幅に拡充された。このことは元老院身分の構成員に変化をもたらした。従来騎士身分にいた軍事貴族たちが元老院身分（新貴族階級）へと参入していったが、形式的には同じ元老院身分であった両者は質的に統合されることはなく、さらに従来元老院身分の爵位であったクラリッシムス級（Clārissimus)を頂点とする爵位の価値が暴落して意味をなさなくなって行き、元老院身分の新たな爵位制度が準備された。
また、コンスタンティヌス1世は新たな身分として伯（Comes、総監とも）を創設した。この名称は旧来から皇帝たちの私的な助言者を指して半ば公式的に使用されていたが、コンスタンティヌス1世はこれを完全に公式の身分とした。伯は1等から3等までに分類され、枢密院の構成員から軍の司令官、地方組織の長官にいたるまで伯と呼ばれるようになった。この身分は従来の元老院身分、騎士身分にあり新たに元老院身分にも参入しつつあった軍事貴族たち、そしてそのいずれにも属さない人々の間を貫通する新たな地位を形作って行き、後にはフランク王国や西ゴート王国など、中世西欧の諸国にも形を変えながら引き継がれていく。

#### 経済・財政

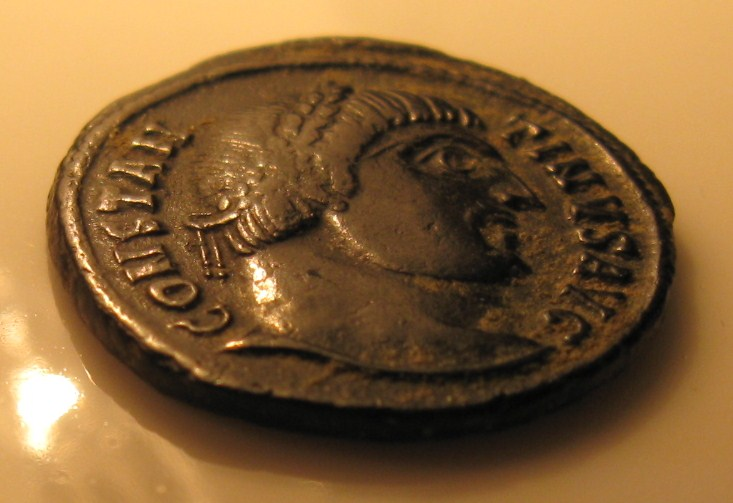
コンスタンティヌス1世のコイン。

経済におけるコンスタンティヌス1世の特筆すべき事業はソリドゥス金貨の発行であった。ソリドゥスと呼ばれる金貨はディオクレティアヌス時代には既に発行されていたが、コンスタンティヌス1世は新たな標準規格でこれを発行し、信用度の高い共通通貨として確立した。初の発行はまだ統一する前の309年にトリーアで発行したもので、その後支配領域の拡大と共に各地で発行するようになった。これはギリシア語でノミスマと呼ばれ、更にソリドゥスの2分の1であるセミシス、3分の1であるトレセミシスがあった。
信用度の高い貨幣の流通はローマ経済に重大な影響を与え、また後世の税制の改革にも繋がった。徴税や軍団への支給は当時なお物納・現物支給を主としていたが、貨幣の流通とともにコンスタンティヌス1世は新たなコッラティオ・ルストラリス（Collatio lustralis、5年税）を導入した。これは商人や金融業者（実質的には農民以外の全ての人々を含む）に5年毎に金貨（後に銀貨も加えられた）による納税を定めたもので、ローマ帝国の財政が5世紀以降金貨によって運営されるようになるその端緒となり、後世には軍団への支給や臨時の恩典の支出にも金貨が用いられるようになっていった。コンスタンティヌス1世に端を発するローマ帝国のノミスマは東ローマ帝国（ビザンツ帝国）時代の1030年代まで高純度を保ち続け、最も信頼される標準貨幣として地中海世界で使用され続けることになる。
財政面ではコンスタンティヌス1世は多額の支出を厭わなかった。『皇帝伝要約（Epitome de Caesaribus）』では、彼の治世最後の3分の1は「浪費の時代」と描写されており、20世紀の学者ジョーンズは「過剰に気前が良かった」と評している。治世前半、統一前にはコンスタンティヌスス1世の課税は寛容であるとも言えるものであったが、上述のソリドゥス金貨の発行の他、コンスタンティノープルの建設、教会堂の建設、コンスタンティノープル市民へのパンの配給、恩典としての年金や皇帝領の贈与などが盛んに行われ、この結果として財政は短期間のうちに逼迫した。コンスタンティヌス1世の大事業を支えるための財源は当初は打倒したリキニウスが貯めこんでいた財貨であった。短期間にそれを使い果たした後は、出費を賄うための財源は第一には異教の神殿からの没収、第二には新たな課税であり、治世後半には半ば略奪に近いものを含めた過酷な徴税が行われた。前述の5年税の制定もこの流れの中から出てきたものであり、314年から318年の間に定められた。また、325年頃には元老院議員に対して地所の保有量に基づく金納の税金（土地税）を定め、さらに各地の都市が集めていた地方税を国庫に編入した可能性もある。こうした増税は当然のことながら評判は悪く、税額の公正さを維持することも困難であった。とりわけ5年税は、5年毎に一度に課税されたために、資産的余裕が無い人々にとって納税の年は「恐るべき年」となった。

#### 立法・社会
コンスタンティヌス1世はその治世の間に、特に西方の支配者となった治世半ばの314年から319年頃を中心に数多くの法律を定め、法律の運用を強化するためにその運用原則、国法、勅令、勅答（請願に対する返答）、覚書といった法的文書の効力や優先順位も定められた。
裁判を健全性の維持のために、密告や中傷の禁止、手続き期限の厳密化が定められ、属州総督の裁定で収まらない時は皇帝への上訴審をすべきことも通達された。役人の腐敗については厳罰をもってあたり、多くの罪状に死刑が適用された。これは常態化していた役人への付け届けの習慣を改めようとしたコンスタンティヌス1世の方針と関係していた。当時、訴訟を起こす場合にはまず官吏への贈り物が必要であり、コンスタンティヌス1世はこうした慣習を激しく非難した。そして属州総督たちに対して、それぞれの任地でこうした慣行を放置するならば同様の刑罰を与えるという脅しをも加えた。しかし、汚職対策が大きな成功を収めることはなかった。こうした官吏の服務規程や収賄に関する規定のほか、郵便、ソリドゥス金貨の偽造・私鋳の禁止、家族・相続関連の規定、退役兵の特権や一時金の支給、身分など国家・社会全般にわたって様々な法が定められている。
コンスタンティヌス1世はキリスト教を重視したが、一連の立法に対するキリスト教の影響を明確にそれと断定すること困難である。しかし、中には恐らくコンスタンティヌス1世の信仰に影響された内容を含むものも散見される。はっきりとキリスト教の影響と見做せるものの1つには死刑の際の十字架刑の廃止が挙げられる。同じくキリスト教と関係するであろうものに古代ローマにおいて伝統的娯楽であった剣闘士競技の禁止規定（325年）があり、これによって従来闘技場送りにされていた犯罪者たちは代わりに鉱山送りにされるようになった（ただし帝国の西方では剣闘士競技が実際に終了するのは100年あまりも後のことである）。また、結婚・家族の神聖性を重視する規定も恐らくキリスト教的価値観から現れたものであろう。コンスタンティヌス1世のは離婚の規定を厳格化し、重大な犯罪や売春などの嫌疑によらない限り離婚が許可されなくなった。他方ではイタリアやアフリカにおいて、貧しい両親が子供を売却することのないように公金から補助を与えることも命じられている。これもまた、同時代のキリスト教会の類例から影響を受けたものであると考えられる。女性の「慎ましさ」を保護する法も定められ、いかなる契約においても夫が妻の代理人であるべきことを定める法律や、資産の差し押さえの際に財産の代わりに女性を連れ去ることを厳罰をもって禁止する法律も残されている。コンスタンティヌス1世の家族を重視する姿勢を明確に示すもう1つの法律は皇帝御料地が複数の賃借人によって分割された際の奴隷の家族離散を禁止する法律である。ただしこれはコンスタンティヌス1世が奴隷制に対して何らかの否定的見解を持っていたことを示すものではない。彼が定めた他の法律において奴隷やコロヌス（小作農）に対する規定は過酷であり、主人による拷問の末に奴隷が死んだとしても罪とはされなかったし、奴隷・コロヌスの逃亡や反抗についても厳罰が加えられた。

## キリスト教

### 改宗
コンスタンティヌス1世は、初めてのキリスト教徒ローマ皇帝として有名である。それ以前のローマ帝国では、ネロ帝（54年-68年）のキリスト教徒迫害に始まり、ディオクレティアヌス帝（284年-305年）の大迫害まで、何度かキリスト教が迫害を受ける時期があった。そんな一部の時期を除くほとんどの間、キリスト教徒であることは黙認されていたが、発覚した場合は改宗を迫られ拒絶した者は処刑された。
しかし、ローマの正帝の1人として実力を持っていたコンスタンティヌス1世は312年（と、言われる）頃に何らかの形でキリスト教を受け入れた。伝説によると、コンスタンティヌス1世が改宗したのは、神の予兆を見たためと伝えられる。コンスタンティヌス1世は、312年にマクセンティウス軍と戦うためにミルウィウス橋に向かう行軍中に太陽の前に逆十字とギリシア文字 Χ と Ρ（ギリシア語で「キリスト」の先頭2文字）が浮かび、並んで「この印と共にあれば勝てる」というギリシア語が浮かんでいるのを見た。この伝説はラクタンティウスなどいくつかの資料で詳しく伝えられているが、4-5世紀頃の文献に多く現れる神の予兆や魔法などの話のひとつである。この後のローマ軍団兵の盾にはそれを模った紋章（ラバルム）が描かれたという。

#### 改宗についての諸見解
当時キリスト教はローマ帝国の領内に強固に根付きつつあったが、キリスト教徒ローマ皇帝の登場、すなわち、コンスタンティヌス1世の改宗はその当然の帰結であったわけではない。コンスタンティヌス1世の改宗の時点で、ローマ帝国内のキリスト教徒比率は多く見積もっても10パーセント程度でしかなかったと見られているし、またジョーンズによれば、キリスト教徒は都市部に偏在しており、主要な支持基盤は下層・中産階級を構成する手工業者や書記。小売商、商人、下級都市参事会員などであったという。
コンスタンティヌス1世の改宗が312年、またはその頃に行われたということについては一般的に受け入れられている。しかし、コンスタンティヌス1世のキリスト教への改宗がこの時に行われたのか完全に断言できるわけではなく、その動機、つまりは有効利用可能な組織を動員するための政治的動機から来る形式に過ぎないものであったのか、宗教的な真剣さを持ったものだったのか、といったことについてもはっきりわかることは何もない。また、少なくとも彼は当初は自分の宗教的姿勢に曖昧さを維持し続け、公的な文章においてはキリスト教徒もその他の宗教者も都合よく解釈可能な表現を用いることを常としていた。
はっきりしていることは。キリスト教が当時既に取るに足らないほど小さな宗教ではなく、ローマの知的階級の考察の対象になるほどには大きく、関心を持たれる思想となっていたことである。また、現代の歴史家の中にはヴェーヌのように、当時のキリスト教が異教に対して精神性・哲学・倫理などの面で優越性を備えていたと考える人物もいる。しかし一方で、前述の通りその数は多数派と呼ぶには程遠く、信者の多くは中産階級以下の人々であり政治的・社会的に無力であった。上流階級たる元老院身分、騎士身分、都市参事会員層の信徒は極めて少数であり、元老院身分におけるキリスト教の勢力は3世紀後半ですらほとんど皆無であったし、とりわけ軍隊はその大半が非キリスト教徒であり、属州の前線に近い都市を含めて東方由来の密儀宗教、ミトラス教が流行していた。コンスタンティヌス1世が最後まで配慮を続けた異教の神、不敗太陽神（ソル）はミトラス（ミトラ）の神性を表す称号の1つである。また、コンスタンティヌス1世は312年以前から明確にキリスト教に対して好意的であったが、一方でこの時期に彼がキリスト教徒であったと証言する古代の著作家は存在せず、コンスタンティヌス1世に向けて歓呼の声をあげる人々は、彼をユピテルを始めとしたローマの神々に擬することを躊躇していない。
もう一つ、コンスタンティヌス1世のキリスト教信仰を巡って重要な出来事として、313年にはビテュニア総督宛にキリスト教の信仰の自由を承認することを通知し、没収されたキリスト教会の財産を返還するよう命じる法令（書簡）が送付されている。これは現在では『ミラノ勅令』と呼ばれ、一般にローマ帝国におけるキリスト教の公認という出来事として語られる。ただし、正確に表現するならばこれは勅令ではなく、また、コンスタンティヌス1世が発したという説明も正しくない。これはコンスタンティヌス1世とリキニウスが同盟者であった時期に、リキニウスが両皇帝の連名で帝国の東部に対して発した書簡であった。また、重要なこととして、この書簡は特にキリスト教徒を特記してはいるものの、厳密には「キリスト教の信仰を公認した」のではなく、神格に対する畏敬を保証するために、「キリスト者にも万人に対しても、各人が欲した宗教に従う自由な権利を与える」と宣言するものであった。
改宗を巡っては古代の歴史家たちの記録、例えば、異教徒ゾシモスとキリスト教徒エウセビオスの記録はそれぞれに矛盾があり、これらが政治的動機と宗教的動機についての近現代の学者たちの様々な見解の元となった。
ヤーコプ・ブルクハルトは「野心と権勢欲が一刻の平穏の時も与えないような天才的人間においては、キリスト教と異教、意識的信仰と不信仰ということは全然問題になりえない。このような人間はじつにその本質において無宗教なのである」と述べ、コンスタンティヌス1世のキリスト教に対する姿勢の政治的動機を強調する。他方、ジョーンズはコンスタンティヌス1世が当時キリスト教が保持していた政治力の乏しさから「キリスト教徒の好意など得る価値はほとんどなく、そしてそれを得たければ、単に彼らに寛容であることによってえられたはずである」と評し、ヴェーヌはコンスタンティヌス1世がキリスト教という前衛的な新しい宗教に惹かれ、また君主の宗教として「豪奢を誇示」するのに相応しいと感じたことは充分あり得ることとしている。そして「コンスタンティヌスをただ計算高い政治家としか見ない歴史家はさして深く事態を見きわめられないだろう」と述べ、社会的・経済的な要素を重視する現代的観点から判断すべきではないとする。
いずれにせよ重要な事実は、コンスタンティヌス1世の改宗以降、ほとんど全てのローマ皇帝がキリスト教徒であったことであり、コンスタンティヌス1世のキリスト教改宗は歴史上最も重大な事件の1つであった。ヴェーヌは「もしコンスタンティヌスがいなかったなら、キリスト教はひとつの前衛的宗派にとどまっていたことだろう」と評する。

### 皇帝と教会
キリスト教徒ローマ皇帝の登場はローマ帝国と教会の関係、また教会それ自体に大きな変革をもたらした。教会は独立した一つの社会を形成しており、その司教たちは伝統的なローマの祭司とは異なり帝国の役人ではなかったし、教会に対して皇帝がどの程度、どのように関係を持つべきか知っている人間はいなかった。さらに各地のキリスト教会の信条・教義は極基本的な問題についてさえ統一されておらず、復活祭の日付もそれぞれに異なっていた。また、コンスタンティヌス1世の経歴は哲学者・宗教家としてではなく軍人としてのものであり、こうした問題を解決するために必要な知識を欠いていた。

#### ドナトゥス派問題
コンスタンティヌス1世がキリスト教を受け入れた時、既にキリスト教会内部では分裂が生じていた。真っ先に問題になったのは北アフリカにおける分裂であった。ディオクレティアヌスによる大迫害の時代、皇帝からの圧力に対してキリスト教の司教たちがとった対応は様々であった。多くは皇帝に対して表立って反抗するような真似はしなかったが、面従腹背の姿勢で応ずるものもおり、またこうした逃げ腰の姿勢を批判する厳格主義者たちがいた。こうして北アフリカでは信念を曲げる行為を批判する厳格主義者たちと、不必要に殉教を求める行為を批判する穏健派は互いに批判を強め、厳格主義者たちは穏健派（主流派）のカルタゴ司教カエリキアヌスを承認することを拒否し、独自にマヨリヌスをカルタゴ司教に選出し、それぞれに支持者を集めて二つの陣営へと分裂していた。
コンスタンティヌス1世はこの問題に介入した。ローマ司教（教皇）ミルティアデス（またはメルキアデス）に対して自分が教会の分裂を欲しておらず双方当事者からの聞き取りを行って裁判を実施し解決を図るよう指示を出し、その結論を出す役にガリアから招集した司教を任命した。ミルティアデスは教会の問題が司教たちによる会議（公会議）によって決定されるべきという立場を取り、コンスタンティヌス1世が任命した司教に加えてイタリアから15人の司教を集めた。以後コンスタンティヌス1世はそれを受け入れ、教会の問題は公会議によって決定されることが慣行になった。しかし最終的に公会議を招集する権利やその結論に対して上位者として裁定を行う権利を放棄することもなかった。
並立する2人のカルタゴ司教カエリキアヌスとマヨリヌスのうち、実際に公会議が始まる前にマヨリヌスが死亡したため、その支持者たちはドナトゥスを新たな司教に選出した。彼の名にちなんで北アフリカの反主流派はドナトゥス派（ドナティスト）と呼ばれる。313年10月2日にローマで行われた会議ではカエリキアヌス派に有利な決定がなされ、ドナトゥス派の主張は退けられた。しかしドナトゥス派はこの決定を受け入れず、その強硬な反対の前に翌314年8月1日にアレラーテー（アルル）でより大規模な公会議（アルル公会議）が開催された。当時、コンスタンティヌス1世がドナトゥス派の姿勢に不快感を持っていたことを示す書簡の文章が現存しており、またその中で彼はこの「兄弟同士」の争いが異教徒の間でキリスト教の評判を落とすかもしれないことを心配している。さらにこの会議の機会をとらえて、復活祭（イースター）の日付の統一や司教の叙任、任地、信徒の破門に関する規定なども行われた。
結局アルルの会議でもドナトゥス派の主張は退けられ、ローマの会議の結論が正しいとされた。ドナトゥス派はなおもこれを受け入れず、コンスタンティヌス1世への直訴を行った。コンスタンティヌス1世はさらなる説得を試みたが、ドナトゥス派内部で更に分裂が生じ見苦しい争いが始まると、最終的に力づくでドナトゥス派を抑えつけることを決定し、ドナトゥス派の教会は没収され指導者達は追放された。これはキリスト教的政府による最初のキリスト教徒分派への迫害となった。しかしキリスト教徒を弾圧することへの躊躇からコンスタンティヌス1世の姿勢は徹底を欠き、321年には弾圧を中止して彼らの処遇は「神の裁きに任せる」とした。結局コンスタンティヌス1世は分裂を解決することに失敗し、ドナトゥス派はローマ教会の支持を得てカトリコス（Catholicos、カトリック）を称したカルタゴ教会に対抗する北アフリカの土着的な勢力として、イスラームの征服によって北アフリカのキリスト教が消滅するまで存続した。
しかし同時にドナトゥス派を巡る一連の経過によって、コンスタンティヌス1世は自らの主催する公会議によって、また自らの決裁によって教会内の問題に皇帝として判決を下す権利、そして司教の任免、教会の接収などを実施する権利を、自然に教会に認めさせ、その主人たる地位を確立することに成功してもいた。

#### アリウス派問題とニカイア公会議
324年にリキニウスの支配していた東方を手中に収めたコンスタンティヌス1世は、この新たな征服地のキリスト教徒たちが西方におけるドナトゥス派よりも深刻で広範な分裂を起こしているという事実に直面した。東方の教会の分裂はエジプトのアレクサンドリア司教アレクサンドロスと司祭アリウス（アレイオス）との間の、絶対者である神とその子キリストをどのような存在であると認識するか、という問題についての論争に端を発するものであった。
アリウスは神が「永遠にして不可知」たるモナド（単子、存在の究極の単位）であり、完全に単一で分割不可能であると主張した。この神の超越性を厳格に強調する立場の下、父（神）が分割不可能である以上はその御子（キリスト）は神と同一の存在ではありえず、完全なる神性を備えない下位の被造物であるとした。そして父なる神とは別個の存在であり被造物である以上、キリストは無から創造されたものであるとも主張した。一方の司教アレクサンドロスはキリストが万物の創造主、人類の罪をあがなう存在であり、神そのものであると主張した。アレクサンドロスはアリウスを破門したが、アリウスは各地の教会に支持を呼びかけ、論争は小アジアやパレスチナにも飛び火していた。
コンスタンティヌス1世はこの状況の解決を求めた。彼はこの難解な形而上学的・神学的論争について理解できなかったか、少なくともそれを厳密に追及することに興味を持たなかった。そして「取るに足らぬ非常に小さな事柄」（ウィルケン）を争うのをやめ速やかに論争を止めることを要求した。しかし両派は頑なであり論争と分裂は拡大の一途を辿った。その後、本格的な介入が考慮されるようになると、エジプトではさらにメリティオス派がアレクサンドリアの教会と対立し分裂していることも明らかとなった。
散発的に行われる各地の司教会議で事態が一向に沈静化しないことに業を煮やしたコンスタンティヌス1世は、ドナトゥス派の時と同じようにより大きな規模の公会議によってこれを解決しようと目論み、325年5月20日にニカイア（ニケア）に東方から数百名の司教を招集し、西方から司教6名とローマ司教（教皇）の代理の助祭2名を加えニカイア公会議（第1回全教会会議）を開催した。この会議はローマの元老院や都市参事会の会議をモデルに進められ、教義において重要な論争にはコンスタンティヌス1世が自ら参加し指導的な役割を演じた。その中で、コンスタンティヌス1世は、アリウスを積極的に支援した。何故なら、アリウスの理論は、子なる神を父なる神に従属させることで、神の唯一性を理論的に基礎づけることができ、これによって帝国独裁政治理念に都合のいいイデオロギーを提供したからである。
主要な参加者としてアリウス派からアリウス本人の他、強力なアリウス派の司教であったニコメディアのエウセビオス、反アリウス派からアレクサンドリア司教アレクサンドロスや特に強硬であったことで知られるアンティオキアのエウスタティオス、そして当時はまだ重要な人物ではなかったものの、アレクサンドロスの死後に反アリウス派（ニカイア派、アタナシウス派）の議論を主導することになる助祭アレクサンドリアのアタナシウス（アタナシオス）らが参加した。さらにアリウス派には組しないものの、コンスタンティヌス1世の信頼厚く妥協的な態度を取ったカエサレアのエウセビオスや、西方の教会に属しコンスタンティヌス1世の相談役を務めたコルドバのホシウスなども重要な役割を果たしたと言われている。他に、東方の指導的な司教のほとんどが参加していた他、アルメニアやクリミア、ペルシアといったローマ帝国外の司教も参加し、その世界性・普遍性が強調された。
この会議におけるコンスタンティヌス1世の姿勢は明確であった。彼はこの論争が本来不要なものであり、また教会の分裂はそれ自体が罪であると見做した。このため、全体が受け入れられるような包括的かつ妥協的な決着が探られたが、各派が神性について多様な見解を提出し容易に収拾はつかなかった。そして会議の最中、コンスタンティヌス1世は「ホモウーシオス（Homousios、同一本質の）」という用語で父（神）と御子（キリスト）の関係を表現するという（ジョーンズによれば不用意な）提案を行った。これは相談役であったヒスパニアの司教ホシウスの影響を受けて、西方の教会の信条から着想を得たものと推定され、東方の教会関係者はこの用語を受け入れることを嫌った。しかし、この皇帝自らの提案をアリウス派が神学的に受け入れることが不可能であることに乗じた東方の反アリウス派は、まずアリウス派を排除することを優先してこの用語の受け入れを表明し議論をリードすることに成功した。この結果、ニカイア公会議においてアリウスの破門とアリウス派の排除が決定され、コンスタンティヌス1世は各司教たちにこの信条（ニカイア信条）を圧力をかけて受け入れさせた。
こうして反アリウス派がアリウス派に勝利したが、アリウス派はその後も自分達の信条を捨てることはなく、またコンスタンティヌス1世もその死までアリウス派との妥協による教会の統一を諦めなかった。そのため327年に再びニカイアで公会議が開催され、アリウスの教会復帰が認められた。しかし、その後もアリウス派、反アリウス派（主流派）、メリティオス派など各派が諍いを続け、コンスタンティヌス1世はこれに激しく苛立った。特にアレクサンドロスの死後の328年にアレクサンドリア司教となったアタナシウスは強固な信念を持ち、皇帝と帝国政府からいかなる圧力を受けてもアリウス派を拒否し続け、コンスタンティヌス1世の妥協的な方針を断固として受け入れなかった。
コンスタンティヌス1世は335年にテュロスで公会議を開き、さらにエルサレムで大教会会議を開催して、自身がキリストの墓に建てた大聖堂で統治30周年の式典が執り行われること、そして教会の統一が為されることを求めた。しかし、最終的に教会は統一されることなく、アリウス派と反アリウス派の争いはその後も1世紀以上に渡って継続することになる。

### 後世のキリスト教世界におけるコンスタンティヌス1世

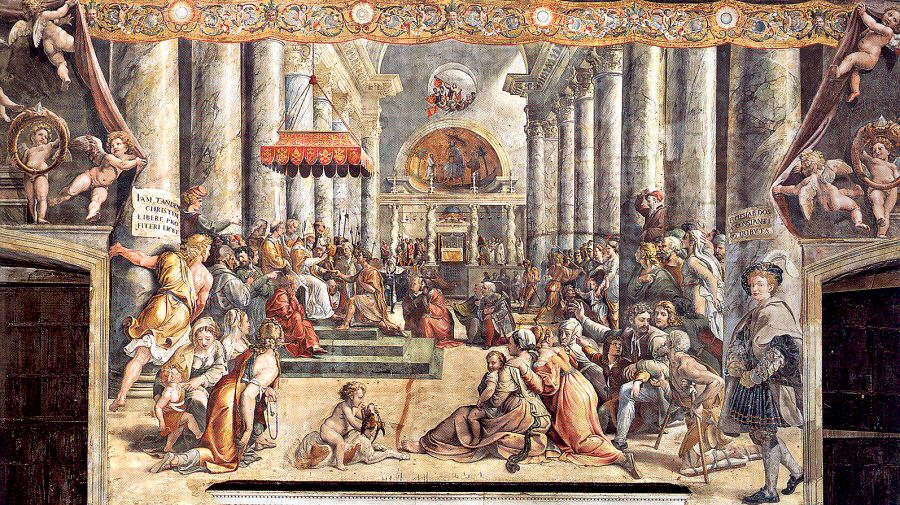
バチカン宮殿のコンスタンティヌスの間に描かれた『The Donation of Constantine』（ラファエロ・サンティ作）

コンスタンティヌス1世は後世のキリスト教徒たちにとって最も重要な皇帝と1人と見なされ、キリスト教世界において長きにわたって権威の源泉であり続けた。彼にまつわる虚実織り交ざった歴史的記憶は政治・社会・宗教において大きな影響を与えた。
ローマカトリック教会においてその影響を示すものが『コンスタンティヌスの寄進状（Constitutum Constantini）』と呼ばれる偽造文書である。『コンスタンティヌスの寄進状』によれば、コンスタンティヌス1世は使徒ペテロ、パウロ、そしてローマ教皇シルウェステル1世によってキリスト教へ改宗したという。そして、天上の皇帝が座を占めるべき場所（ローマ）に俗界の皇帝が身を置くべきではないことからコンスタンティノープルへの遷都を行い、教皇シルウェステル1世に「都市ローマと、イタリアおよび西方のすべての地区、都市、属州」の支配権を授与した。さらにコンスタンティヌス1世はローマ教皇庁が東方の4つの総大司教座（コンスタンティノープル、アレクサンドリア、アンティオキア、エルサレム）に対する首位権を持つことや、皇帝が教皇の騎乗を補助する義務を負うこと、皇帝が教皇に教皇冠（Tiara）を含む各種の権標を授けたこと、教皇が皇帝と同格であることなどを定めたとされる。
8世紀に入る頃になるとビザンツ帝国（東ローマ帝国）はローマを含むイタリアでの影響力を喪失しつつあり、その庇護を当てにできなくなったローマ教皇庁は帝国と距離を置き自立の道を探るようになっていた。この文章がこの頃にローマ教皇の周囲で作成された偽造文書であることに疑いはなく、それが作成された動機についてはっきりわかることもない。しかし、この文書は11世紀の叙任権闘争以降、ローマ教皇庁側の政治的地位の根拠として重要な役割を果たすことになる。
また、800年に「ローマ皇帝」に即位し西ローマ帝国を「復活」させたフランク王国（カロリング朝）の王カール1世（大帝）はローマ教皇ハドリアヌス1世によってコンスタンティヌス1世に擬せられており、カール1世自身もコンスタンティヌス1世の印璽を模倣したものを用いていた。また、コンスタンティヌス1世の宮殿アウラ・パラティナを、アーヘンの宮殿を建造する際の参考にしたとも言われる。

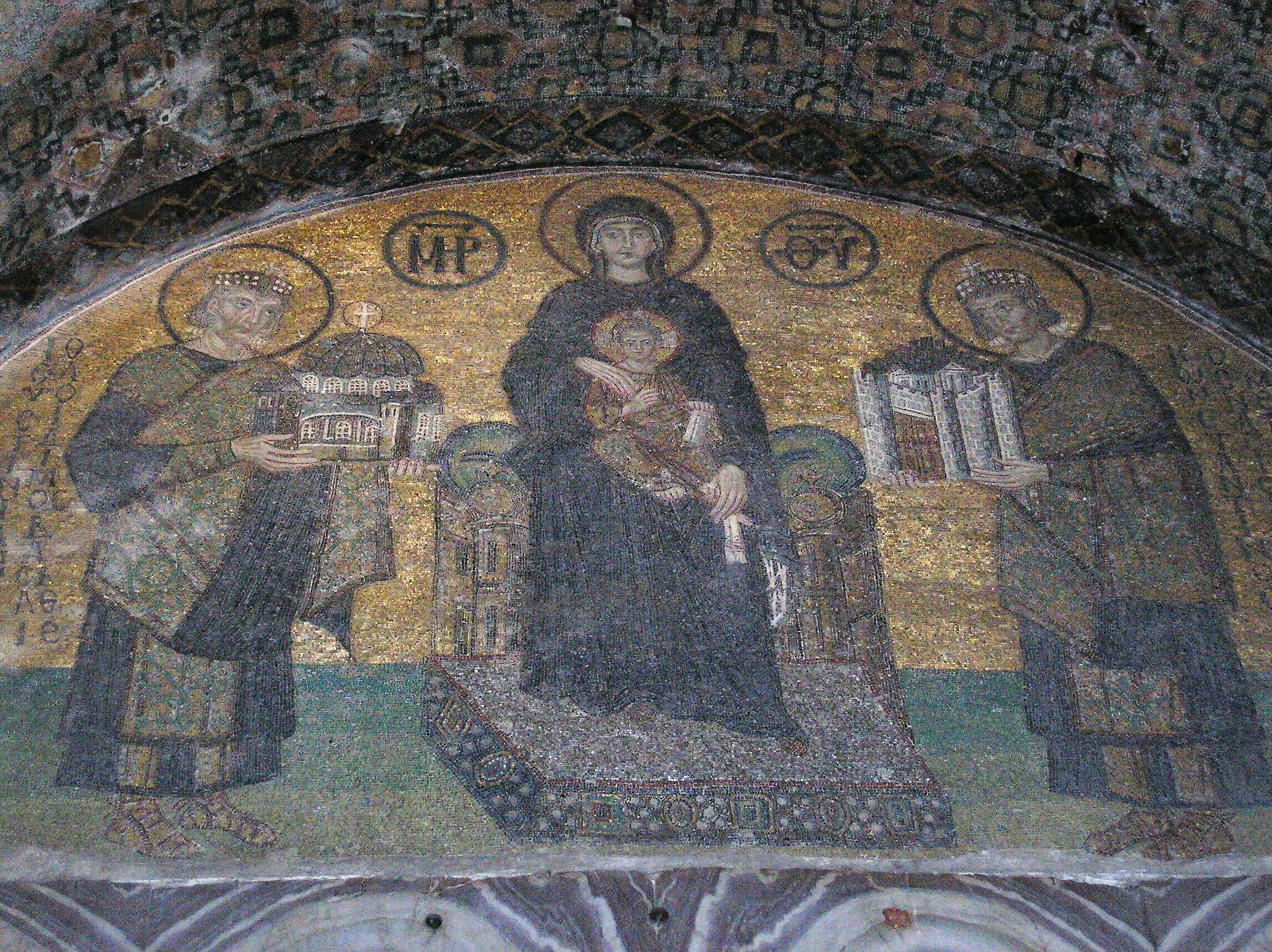
聖母子にコンスタンティノープルの街を捧げるコンスタンティヌス（右）とアヤソフィア（ハギア・ソフィア大聖堂）を捧げるユスティニアヌス1世（左）のモザイク画（アヤソフィア）

キリスト教世界におけるコンスタンティヌス1世の権威は、彼が建設した都市コンスタンティノープルを都としたビザンツ帝国においても同様に高かった。それを端的に証明するのは皇帝の名前である。ビザンツ帝国の60名あまりの皇帝のうち「コンスタンティノス」（コンスタンティヌス）を名前とした皇帝は実に11名に達する。初のキリスト教徒皇帝として「地上における主キリストの唯一の代理者」となったコンスタンティヌス1世は、ビザンツ皇帝にとってその出発点であるとも考えられ、コンスタンティヌス1世に関するあらゆる事物は「聖なる」という形容詞を付与された。
コンスタンティヌス1世の残像は東の皇帝と西の皇帝の間の権威を巡る論争でもたびたび議題に上り続けた。968年に（神聖ローマ）皇帝オットー1世の使者としてコンスタンティノープルを訪問したリウトプランドは「フランク人」の皇帝号を承認しようとしないビザンツ宮廷との論争においてコンスタンティヌス1世がローマ教皇庁や「フランク人」に与えた「贈り物」の数々に言及し、またコンスタンティヌス1世の名前を与えられた都市に依拠しつつ、祖先の言葉（ラテン語）と衣服を変更した「ギリシア人の皇帝」がいかにその後継者として相応しくないかを強調し、ビザンツ皇帝に対する西方の皇帝の優位を主張した。そしてリウトプランドとも面会した、コンスタンティヌス1世と同じ名前を持つ当時のビザンツ皇帝コンスタンティノス7世は息子ロマノス2世に、当時議題にあがっていた「フランク人」諸侯との縁組の可能性について、「コンスタンティヌス大帝の遺訓」に基づいてローマ人の皇帝が蛮族と通婚してはならないとした。

## 評価
コンスタンティヌス1世は後世のキリスト教世界において最も偉大なローマ皇帝として、また神と特別な関係を結び「地上における主キリストの唯一の代理者」となった人物として称えられ、権威の拠り所とされた。彼に対する崇拝は既にその死のすぐ後には始まっており、カエサレアのエウセビオスはコンスタンティヌス1世の伝記の冒頭部で「東であれ、西であれ、全地の上であれ、ほかならぬ天の方であれ－どこにおいても、あらゆる仕方で、帝国それ自体とともにおられる祝福されたお方コンスタンティヌスを目にするのです」と始めている。彼に代表されるキリスト教徒の著述家は一般にコンスタンティヌス1世の聖徳を称揚することに熱心であった。一方でゾシモスに代表される非キリスト教徒の歴史家たちはコンスタンティヌス1世の柔弱さ、伝統の無視がローマ帝国の没落の原因となったとして非常に厳しい視線を向けている。
19世紀から20世紀にかけて、西洋の歴史家たちによって多数のコンスタンティヌス1世の伝記が作成された。当時の西洋社会においては聖俗関係が大きなテーマの1つであり、彼ら近代の歴史家たちは、古代の著述家たちの記録の影響を受けて、また当時のヨーロッパにおける政教関係に対するそれぞれの立場も反映してコンスタンティヌス1世を評価した。特に世俗主義者、反教権主義者、自由主義者らは、教会批判的な論調を背景にコンスタンティヌス1世を激しく批判している。現代の歴史家たちが近代以前のように聖者として、あるいは暴君・暗君としての一面的なコンスタンティヌス1世像を描くことは基本的にない。ただし、コンスタンティヌス1世が重要な人物であること自体に異論はなく、彼についての評価は多岐にわたる。
軍人としての評価は一般に極めて高い。ベルトラン・ランソンはコンスタンティヌス1世の軍事的才幹を確かなものと評し、324年に彼が使用した「勝利者（Victor）」という称号を「実態をみごとに反映したものだった」としている。この評価についてはA.H.M.ジョーンズも同様である。
ランソンによればコンスタンティヌス1世は政略・戦略においても概ね成功のうちに人生を終え、ローマ帝国における行政・軍隊・社会の姿を変化させ、それを長期にわたり持続させた「偉大な改革者」であった。そしてランソンは、コンスタンティヌス1世の改革は「コンスタンティヌス革命」と呼びうるものであったと評している。
一方でその人格は後世のキリスト教徒たちが想像したような聖者・卓越した政治家としての姿とは遠く離れたものでもあったとも言われる。ジョーンズは人間としてのコンスタンティヌス1世の姿を「人物から見ても能力から見ても、コンスタンティヌスは、後世が彼に与えた『大帝』という称号には到底値しない」と言い放っている。ジョーンズは、戦争におけるコンスタンティヌス1世の決断力や大胆さを高く評価する一方、その人格は非常に気性が荒く、行動は性急であり、おべっかに弱く、行政において公正さを真摯に追及してはいたが、それを実現する意思と行動は一貫性を欠き、周囲にいる臣下の影響を受けやすかったとしている。また、その放漫財政とそれによる農民層の負担増大にも厳しい目を向けている。一方で、同じくジョーンズによれば、コンスタンティヌス1世は彼なりに善良さを追求した人物ではあり、それはとりわけ権力者が陥りがちな性的放蕩を避けたことによって示されているという。
しかし、実態と伝承の差異はどうあれ、キリスト教に対する彼の姿勢は以降の西洋世界における宗教地図を決定付け、コンスタンティノープルの建設、ローマ帝国の再編、といった業績は後世のビザンツ帝国の前提を準備した。これのために現代の歴史学者はしばしばコンスタンティヌス1世の治世をビザンツ帝国の始まりとしても扱う。具体的にそのような立場を取る研究者にはたとえば尚樹啓太郎やポール・ルメルルなどがいる。ビザンツ帝国の「開始」にまつわる問題は非常に複雑であるため（東ローマ帝国を参照）、無論このような見解に立たない学者は無数に存在し（例えばランソンは彼の治世をビザンツ帝国の始まりとする見解を一応斥けている）、しばしばその開始時期は明確に語られない。しかし、そのような場合でも、「前史」や「背景」としてコンスタンティヌス1世に何らかの言及をすることはごく一般的である。例えば南雲泰輔は明確にコンスタンティヌス1世の時代をビザンツ帝国の開始とはしないが、「ビザンツ的世界秩序形成」の背景としてやはりコンスタンティヌス1世の治世を解説しているし、ジョナサン・ハリスや井上浩一らも、ビザンツ帝国の通史を書くにあたってコンスタンティヌス1世の時代から叙述を始めている。
コンスタンティヌス1世は多くを成し遂げた人物の常として毀誉褒貶が激しいが、コンスタンティヌス1世の歴史的遺産それ自体の重要性に疑問の余地はない。上記のように、ローマ帝国・ビザンツ帝国・キリスト教、あるいは地中海世界の歴史の転換点を作り上げた、西洋史における特に重要な人物の1人であると考えられている。

## 年表
| 西暦      | 日付            | 出来事 |
| --------- | --------------- | --- |
| 270年頃   | 2月27日         | 誕生 |
| 293年     | 3月1日          | 父コンスタンティウス・クロルスが西方の副帝（カエサル）に就任。コンスタンティヌスは東方のディオクレティアヌスの下へ送られた。                                                   |
| 305年     | 5月1日          | 東方正帝ディオクレティアヌス、西方正帝マクシミアヌスが退位。父コンスタンティウス・クロルスが西の正帝となる。東方の正帝にはガレリウスが即位。                                   |
| 305-306年 |                 | ガレリウスの下を脱出し、父の下へ走る。ブーローニュで合流。 |
| 306年     | 7月25日         | ブリタンニアでコンスタンティウス・クロルス急死。ヨークにて父の軍団を継承し、正帝を自称。                                                                                       |
| 306年     | 10月28日        | マクセンティウスがローマ市で権力を掌握し正帝を自称。マクセンティウスの父マクシミアヌスも正帝に復位することが宣言される                                                         |
| 308年     | 4月             | マクセンティウスとマクシミアヌスが不和となり、マクシミアヌスがコンスタンティヌス1世の下へ逃亡。                                                                                |
| 308年     | 前半            | ルキウス・ドミティウス・アレクサンドロスが北アフリカで正帝を自称。 |
| 308年     | 11月11日        | カルヌントゥムでディオクレティアヌス、ガレリウス、マクシミアヌスが会談。リキニウスが正帝、コンスタンティヌス1世が副帝であると宣言されるが、コンスタンティヌス1世はこれを拒否。 |
| 310年     |                 | ガレリウス、コンスタンティヌス1世が正帝であることを承認。 |
| 311年     | 春              | マクシミアヌスがコンスタンティヌス1世の軍勢を奪取しようと試みるが失敗。コンスタンティヌス1世、夏までにマクシミアヌスを殺害。                                                   |
| 311年     | 5月11日         | ガレリウス死去。 |
| 312年     | 夏              | この頃までにドミティウス・アレクサンドロス、マクセンティウスに倒される。 |
| 312年     | 10月28日        | ミルウィウス橋の戦い、コンスタンティヌス1世、マクセンティウスを滅ぼす。 |
| 312年頃   |                 | コンスタンティヌス1世、この頃にキリスト教信仰を受け入れる。 |
| 313年     | 2月             | リキニウスとコンスタンティヌス1世、連名でキリスト教を含む諸宗教の信仰の自由を承認する書簡を送付（『ミラノ勅令』、一般にローマ帝国におけるキリスト教の公認とみなされる）        |
| 314/316年 | 夏/秋           | コンスタンティヌス1世とリキニウス、武力衝突に入る。 |
| 314年     | 8月1日          | アレラーテー（アルル）にて公会議（アルル公会議）開催。ドナトゥス派の主張が退けられる。                                                                                         |
| 315/317年 |                 | コンスタンティヌス1世とリキニウス、和平合意。317年3月1日に息子のクリスプスおよびコンスタンティヌス2世をリキニウスの息子リキニウス2世と共に副帝とする。                         |
| 324年     | 11月13日        | 息子コンスタンティウス2世を副帝とする。 |
| 324年     |                 | コンスタンティヌス1世とリキニウス、再び武力衝突に入る。7月にビュザンティオン占領、9月18日にクリュソポリスの戦いでコンスタンティヌス1世が勝利。リキニウス降伏の後処刑される。   |
| 325年     | 5月20日-6月19日 | 第1ニカイア公会議。アリウス派の排除が議決し、アリウス（アレイオス）破門される。                                                                                                |
| 326年     |                 | 息子クリスプスを処刑。皇后ファウスタ変死。 |
| 327年     |                 | アリウスの教会復帰が認められる。 |
| 330年     | 5月11日         | コンスタンティノープルの落成式が執り行われる。 |
| 333年     | 12月25日        | 息子コンスタンス1世を副帝に就ける。 |
| 335年     | 9月18日         | 甥のフラウィウス・ダルマティウスを副帝に就ける。 |
| 337年     | 5月22日         | 死去。 |

## 史料
コンスタンティヌス1世の時代についての史料は現在かなりの量が残されている。ただし、これらには後世付加された伝説に彩られていたり、キリスト教的・反キリスト教的な潤色と脚色が加えられたりしているものが多数含まれ、一貫性と信頼性に欠けるために取り扱いには細心の注意が必要である。
4世紀のローマ皇帝についての主たる情報源はアンミアヌス・マルケリヌスの『歴史（Res Gestae）』であるが、これはコンスタンティヌス1世の時代を取り扱った巻が散逸し現存していない。比較的同時代に近い情報源は、4世紀半ばのアウレリウス・ウィクトルやエウトロピウスの著作、4世紀末の著者不明の『皇帝伝要約（Epitome de Caesaribus）』、5世紀末のゾシモスらの残した作品などである。異教徒であるゾシモスはコンスタンティヌス1世に対する敵意を露わにしている。またその他のギリシア人作家の作品の中からも断片的な情報を拾い集めることが可能である。
教会史家たちは多くの記録を残しており、エウセビオスは『コンスタンティヌスの生涯（Vita Constantini）』をコンスタンティヌス1世の死の直後に著述した。ただしこの著作については長らく真贋が論争されている。他にヒエロニムスの『年代記』やアクィレイアのルフィヌス、フィロストルギオス、キュジコスのゲラシオス、キュロスのテオドレトス、コンスタンティノープルのソクラテス、ソゾメノスらが記した『教会史』の記録がコンスタンティヌス1世への言及を残している。彼ら教会史家は参照した典拠から長文の引用を行う習慣を発達させており、このおかげでコンスタンティヌス1世時代の文書が保存されている。この他、神学者アウグスティヌスも多数の引用を残している。307年から321年の間の頌歌や、『テオドシウス法典』、コインのような考古学的遺物、コンスタンティヌス1世像などからも情報が得られる。